# Varel

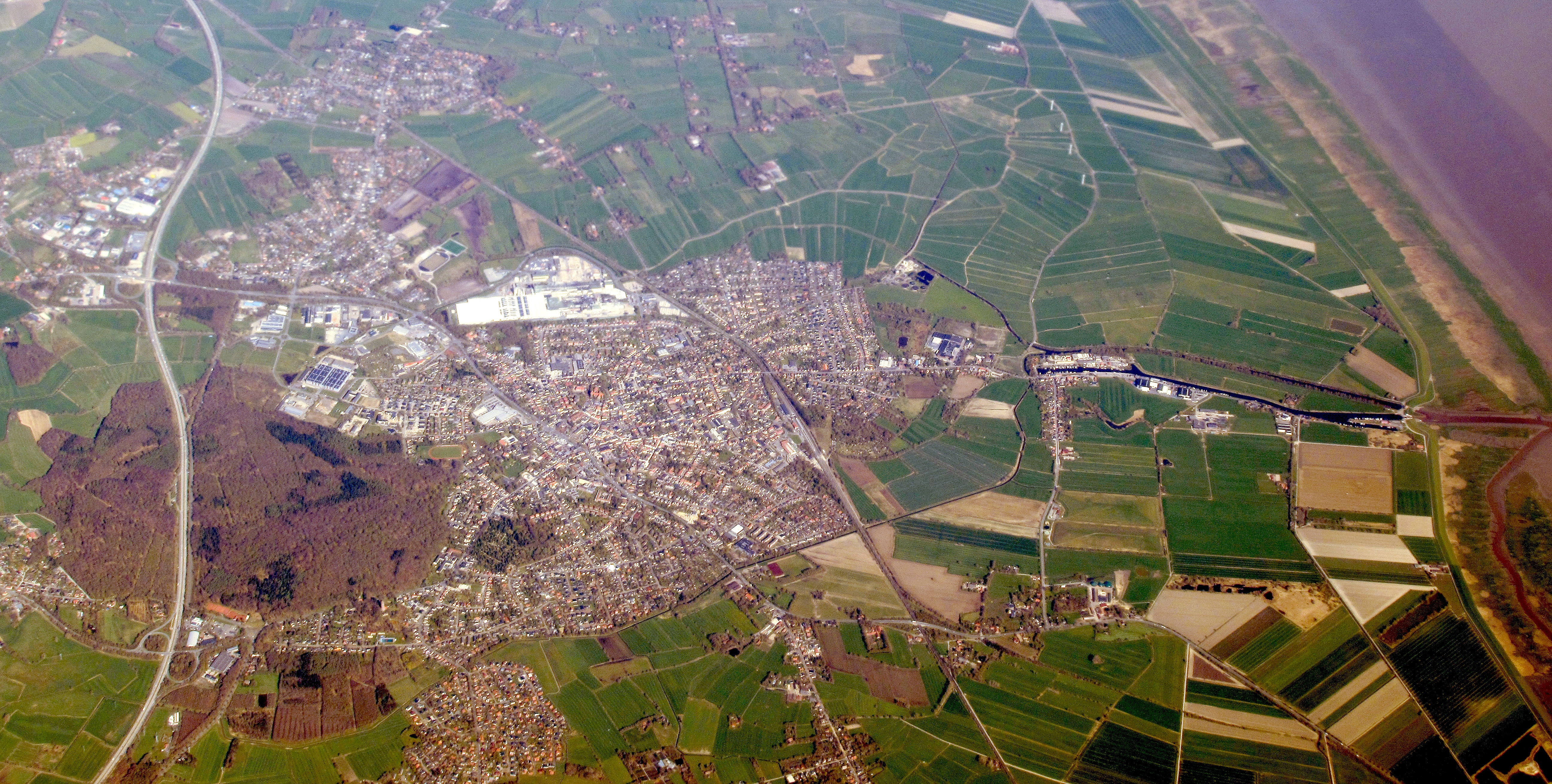
Varel

Varel (IPA: [ˈfaːʀəl], anhörenⓘ) ist eine Mittelstadt und selbständige Gemeinde im Landkreis Friesland, am Jadebusen in Niedersachsen und südlich von Wilhelmshaven. Sie ist mit 24.704 Einwohnern die größte Stadt im Landkreis Friesland.

## Geographische Lage
Varel liegt südlich des Jadebusens an der Nordsee auf einem Geestrücken. Im Laufe der Stadtentwicklung und in Verbindung mit sicheren Deichen hat sich Varel auch in die niedriger gelegenen Gebiete ausgedehnt.
Östlich von Varel fließt die Wapel, die vor dem Wapeler Siel in die Jade und damit in den Jadebusen fließt. Die Kernstadt Varel wird von der Südender Leke und Nordender Leke als Entwässerungssystem umflossen, die über ein Siel am Vareler Hafen in den Jadebusen entwässern.
Die Umgebung von Varel ist durch Landwirtschaft, Wald und Meer geprägt. Die landwirtschaftlichen Flächen sind zum Teil dem Meer durch Eindeichungen abgetrotzt und zum Teil durch Kultivierung der Moorgebiete urbar gemacht worden.

### Nachbargemeinden
Jade im Landkreis Wesermarsch ist die östliche Nachbargemeinde Varels. Im Süden grenzt Varel an die Gemeinden Rastede und Wiefelstede im Landkreis Ammerland und im Westen an die Gemeinde Bockhorn. Varel liegt im äußersten Südosten des Landkreises Friesland und hat somit lediglich mit einer einzigen weiteren Kommune des Kreises, nämlich Bockhorn, eine gemeinsame (Land-)Grenze.

### Stadtgliederung
Varel ist in 21 Stadtteile aufgeteilt. Diese bestehen aus der Kernstadt (Stadtgebiet) sowie den Ortsteilen Altjührden, Borgstede, Büppel, Dangast, Dangastermoor, Grünenkamp, Hohelucht, Hohenberge, Jeringhave, Jethausen, Langendamm, Moorhausen, Neudorf, Neuenwege, Obenstrohe, Rallenbüschen, Rosenberg, Seghorn, Streek und Winkelsheide. Weitere Ortschaften sind Almsee, Bramloge, Brunne, Jethausermoor, Logemoor, Plaggenkrug, Rahling, Rotenhahn, Schwarzenberg, Tange, Vareler Schleuse und Wilkenhausen. Alle Stadtteile bis auf das Stadtkerngebiet gehörten bis zum 30. Juni 1972 der Gemeinde Varel-Land an. Genau diese 20 heutigen Ortsteile, sowie weiterhin die Ortschaft Bramloge (Lage, zum Stadtteil Obenstrohe) waren historisch Bauerschaften der Gemeinde Varel-Land, jedoch zu keiner Zeit selbständige Gemeinden. Die Kernstadt (bis 1856 Flecken Varel) wurde 1832 aus den Bauerschaften Nordende und Südende gebildet.
| Stadtteil               | Fläche ha | Bev. 2007-06-30 | Lage |
| ----------------------- | --------- | --------------- | ---- |
| Stadtgebiet (Kernstadt) | 830       | 11.006          | ⊙    |
| Streek                  | …         | 311             | ⊙    |
| Hohenberge              | …         | 141             | ⊙    |
| Jethausen               | …         | 92              | ⊙    |
| Hohelucht               | …         | 42              | ⊙    |
| Neudorf                 | …         | 161             | ⊙    |
| Neuenwege               | …         | 161             | ⊙    |
| Rosenberg               | …         | 432             | ⊙    |
| Büppel                  | …         | 327             | ⊙    |
| Obenstrohe              | …         | 4.143           | ⊙    |
| Altjührden              | …         | 670             | ⊙    |
| Grünenkamp              | …         | 184             | ⊙    |
| Seghorn                 | …         | 357             | ⊙    |
| Jeringhave              | …         | 191             | ⊙    |
| Winkelsheide            | 125       | 843             | ⊙    |
| Borgstede               | 150       | 293             | ⊙    |
| Langendamm              | …         | 1534            | ⊙    |
| Dangastermoor           | …         | 797             | ⊙    |
| Dangast                 | …         | 553             | ⊙    |
| Moorhausen              | …         | 174             | ⊙    |
| Rallenbüschen           | …         | 523             | ⊙    |
| Stadt Varel             | 11.375    | 25.029          | ⊙ 1  |

### Flächennutzung
Etwas mehr als drei Viertel des Stadtgebietes von Varel bestehen aus Landwirtschaftsflächen. Bemerkenswert ist zudem der für eine Stadt an der Nordseeküste vergleichsweise hohe Anteil an Waldflächen, der zehn Prozent knapp überschreitet.
| Flächennutzung                                               | Fläche in km² |
| ------------------------------------------------------------ | ------------- |
| Gebäude- und Freiflächen                                     | 12,6          |
| Verkehrsflächen                                              | 6,7           |
| Waldflächen                                                  | 10,1          |
| Wasserflächen                                                | 2,8           |
| Landwirtschaftsflächen                                       | 76,8          |
| andere Nutzungen (etwa Grünanlagen, Sportflächen, Friedhöfe) | 4,6           |
| Gesamtfläche                                                 | 113,5         |

## Geschichte

### Ursprünge

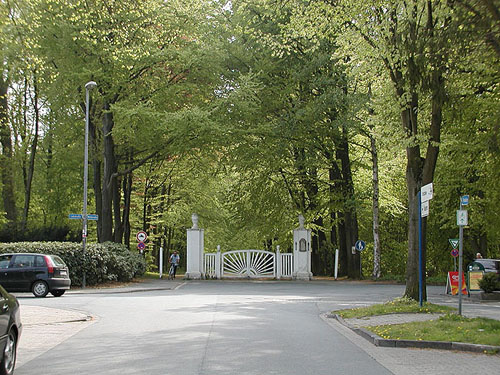
Vareler Wald

Die genaue Entstehung des Namens Varel ist nicht bekannt. Eine Erklärung besagt, es bedeute (wie Driefel) „Trift am Walde“ oder es stamme von dem Wort Farloh (Weg durch den Wald) ab. Andere vermuten, dass das Wort Farle eine Zusammensetzung der friesischen Wörter fran und le beziehungsweise lo sei. Dieses würde so viel wie „Heiliger Wald“ bedeuten. Dafür spricht, dass der heutige Kirchplatz früher einmal eine friesische Kultstätte war. Des Weiteren wird behauptet, dass Varel oder Farle eine Bezeichnung für den Sammelplatz einer germanischen Hundertschaft war.
Erste Besiedlungsfunde sind Grabhügel und Funde längs der Ostfriesischen Heerstraße im Raume Altjührden-Seghorn (etwa 3000–2000 v. Chr.) sowie ein Urnenfriedhof in Borgstede, Jeringhave und Bramloge sowie ein Bohlenweg zwischen Büppel und Jethausen (etwa 2000–750 v. Chr.). Gesichert gilt auch eine Chaukische Siedlung in Oldorf (Varelerhafen) (etwa 1. Jahrhundert).
Varel war Gaukirche (= Hauptkirche) des Viertels Varel („Quadrans Varel“) des von Willehad nach 783 missionierten Gaus Rüstringen, der zur Verwaltung in vier Viertel aufgeteilt war. Nach Sturmfluten im 12. bis 14. Jahrhundert, besonders der Zweiten Marcellusflut von 1362, wurde der nördliche Teil dieses Viertels, das dann Viertel Bant genannt wurde, durch das Schwarze Brack von Varel und der Friesischen Wehde getrennt. Varel wurde im 13. Jahrhundert Mittelpunkt seiner umliegenden Region. Urkundlich erwähnt wurde Varel zum ersten Mal 1123 als Meierhof „Farle“ in einem Schreiben des Papstes Kalixt II. an das Rasteder Benediktinerkloster.

### Herrschaft der Oldenburger und Bentincks

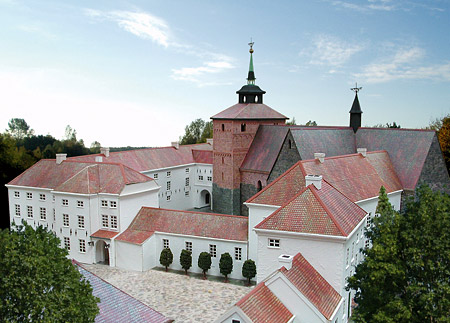
Modell des Schlosses

Mitte des 15. Jahrhunderts geriet Varel, das zuvor zum friesischen Stammesgebiet gehörte und zuletzt von Häuptlingen regiert wurde, in den Einflussbereich des oldenburgischen Grafenhauses. Das ursprüngliche Steinhaus der Häuptlingsresidenz wurde zunächst zur Burg und im 17. Jahrhundert zum Schloss ausgebaut. Ab 1577 war Varel der Sitz eines selbständigen Amtes in der Grafschaft Oldenburg. Mitte des 17. Jahrhunderts bildete Varel dann als Folge einer testamentarischen Verfügung des Grafen Anton Günther von Oldenburg eine reichsgräfliche Herrschaft unter oldenburgischer Oberhoheit. Zunächst regierten die Aldenburger Grafen, später durch Einheirat die Reichsgrafen von Bentinck. In den Jahren 1811 bis 1813 gehörte Varel für kurze Zeit wie das übrige Oldenburger Land zum französischen Kaiserreich und war Sitz einer gleichnamigen Mairie.
Nach dem Ende der französischen Besatzung im Jahre 1813 entstand die reichsgräfliche Herrschaft Varel neu und bildete nun als Amt Varel erneut einen Bestandteil des Großherzogtums Oldenburg, ging aber erst 1854 mit dem Ankauf der verbliebenen bentinckschen Herrschaftsrechte (Ende des „Bentinckschen Erbfolgestreits“) durch den oldenburgischen Staat endgültig darin auf.
Mit Wirkung vom 8. Dezember 1832 bildeten die beiden Bauerschaften Nordende und Südende, d. h. der eigentliche Ort Varel, innerhalb des Kirchspiels Varel den Flecken Varel mit eigener Ortsverwaltung, Ortsausschuss und einem Ortsvorsteher. Am 1. Mai 1856 entstand aus diesem Teil des Kirchspiels Varel die Stadtgemeinde Varel (Stadt II. Ordnung), aus dem restlichen Teil des Kirchspiels wurde die Landgemeinde Varel gebildet. Die Stadtgemeinde Varel erhielt am 1. Mai 1858 den Status einer amtsfreien Stadt (Stadt I. Ordnung).

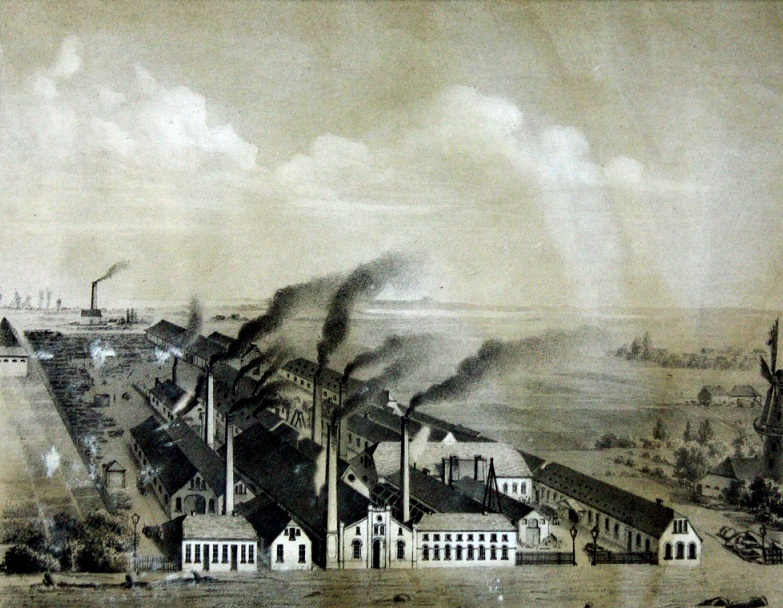
Das Eisenwerk Varel (gegründet 1842), Gelände Neumühlenstraße, im späten 19. Jahrhundert

Nach der Neujahrsflut 1855 wurde ein Großteil der Bevölkerung der Insel Wangerooge umgesiedelt. Ein Teil von ihnen gründete am Vareler Hafen die Siedlung „Neu-Wangerooge“. Dort wurde noch bis etwa 1950 Wangerooger Friesisch gesprochen.
Das Amt Varel – mit Amtssitz in der Stadt Varel – umfasste ab dem letzten Viertel des 19. Jahrhunderts bis zur Verwaltungsreform von 1933 die Landgemeinde Varel und die Gemeinden Jade, Schweiburg, Bockhorn, Zetel und Neuenburg. Mit der Stadtgemeinde Varel bildete es einen Amtsverband. Im deutschen Kaiserreich war Varel eine Hochburg des Linksliberalismus, die Vareler Tageszeitung Der Gemeinnützige galt als inoffizielles Zentralorgan der Linksliberalen im Großherzogtum Oldenburg. In Varel entwickelte sich auch eine sozialdemokratische Vereinslandschaft, neben der Parteiorganisation (SPD) existierten eine Vielzahl von Arbeitersport- und Kulturvereinen. Durch ein undemokratisches Wahlrecht auf Kommunalebene blieben Stadtrat und Stadtmagistrat aber unangefochtene Domäne der Bürgerlichen.

### Nach dem Ersten Weltkrieg
Nach der Novemberrevolution 1918 herrschte im Amtsverband Varel und damit auch in der Stadtgemeinde Varel zunächst von November 1918 bis Februar 1919 ein sozialistischer Arbeiter- und Soldatenrat unter dem Vorsitz von Albert Sonnenmoser (USPD). Der 1908 gewählte und 1916 wiedergewählte Bürgermeister Wilhelm Oltmanns, die ebenfalls noch zu Kaisers Zeiten gewählten vier Ratsherren und die 18 Stadträte blieben jedoch zunächst in ihren Ämtern. Am 6. April 1919 fanden dann erstmals Stadtratswahlen nach einem demokratischen Wahlrecht statt. Weitere Stadtratswahlen in der Weimarer Republik fanden jeweils im November der Jahre 1921, 1924, 1927 und 1930 statt. Die bürgerlichen Parteien und Wahlgruppierungen stellten bis 1930 immer die Mehrheit im Stadtrat, die USPD (1919 und 1921), die SPD (1919 bis 1933) und die KPD (1924 bis 1933) blieben in der Minderheit. Im Sommer 1920 trat Bürgermeister Oltmanns zurück und wurde im Mai 1921 zum Ehrenbürger der Stadt Varel ernannt. Zu seinem Nachfolger wählte der Stadtrat im August 1921 Max Berlit.
Im Zuge der nationalen Rechtsorientierung wurde die Deutschnationale Volkspartei (DNVP) in den zwanziger Jahren stärkste politische Partei in Varel, bereits 1920 entstand in Varel die erste Ortsgruppe im Freistaat Oldenburg des rechtsgerichteten Kampfverbandes Stahlhelm, Bund der Frontsoldaten.
Im Sommer 1928 erschütterte der Sparkassen-Skandal die Stadt Varel, der 1921 gewählte Bürgermeister Max Berlit wurde in diesem Zusammenhang amtsenthoben und beging am 5. August 1928 Selbstmord. Nachfolger wurde erneut Wilhelm Oltmanns, der das Amt von Juli 1928 bis Februar 1929 kommissarisch verwaltete und dann vom Stadtrat erneut zum Bürgermeister – diesmal „auf Lebenszeit“ – gewählt wurde.
In der Endphase der Weimarer Republik litt die Stadtgemeinde Varel unter einem erheblichen Defizit im städtischen Haushalt und war mit einer überdurchschnittlich hohen Zahl an Erwerbslosen und Wohlfahrtsempfängern belastet. Teils gewalttätige Auseinandersetzungen zwischen der NSDAP und ihren Organisationen (besonders SA und SS) mit den Kommunisten bzw. den republikanischen Schutzorganisationen Reichsbanner Schwarz-Rot-Gold und Eiserne Front verschärften das kommunalpolitische Klima.

### Ab 1930
Bei der Stadtratswahl im November 1930 wurde die im April 1928 gegründete NSDAP-Ortsgruppe Varel stärkste Fraktion im Stadtrat und besaß nach dem Übertritt von zwei bürgerlichen Stadträten mit 11 von 18 Sitzen die absolute Mehrheit. Varel erhielt so bereits Anfang 1931 einen Stadtratsvorsitzenden, Friedrich Wegener senior – Vater von Paul Wegener, dem späteren NSDAP-Gauleiter Weser-Ems, und dem bekannten Arzt Friedrich Wegener junior – sowie einen stellvertretenden Bürgermeister (Kaufmann Hans Flügel) mit nationalsozialistischem Parteibuch. Bei den oldenburgischen Landtagswahlen vom Mai 1932 errangen die Nationalsozialisten die absolute Mehrheit im Landtag, der Freistaat Oldenburg erhielt damit die erste rein nationalsozialistische Landesregierung in Deutschland (Ministerpräsident Röver).
Nach der NS-Machtübernahme im Reich im Frühjahr 1933 versetzte die NS-Landesregierung Bürgermeister Oltmanns „in den Ruhestand“, Nachfolger in seinem Amt wurde der Nationalsozialist Gustav Menke (bis 1940). Stadtrat und Stadtmagistrat wurden politisch zunächst gleichgeschaltet, mit der Einführung der Deutschen Gemeindeordnung im Jahre 1935 die kommunale Selbstverwaltung endgültig beseitigt. Die weiteren Bürgermeister in der NS-Zeit waren Wilhelm Gerstenberg (1941/42) und Otto Ahlers (1943–1945). Die bürgerlichen Parteien einschließlich der Deutschnationalen hatten sich bis zum Sommer 1933 selbst aufgelöst, die KPD und die SPD samt Nebenorganisationen waren verboten worden und ihre Funktionäre und Mitglieder der besonderen Verfolgung durch das NS-Regime ausgesetzt.
Mit der Oldenburgischen Verwaltungsreform vom Mai 1933 wurde der Amtsverband Varel aufgelöst und mit dem Amt Jever zum neugebildeten Amt Friesland vereinigt. Die Stadtgemeinde Varel verlor den Amtssitz und gleichzeitig ihren Status als selbständige „Stadt 1. Ordnung“, sie war nun als „Stadt 2. Ordnung“ der Dienstaufsicht des Amtes (ab 1. Januar 1939: Landkreis) Friesland unterstellt. Die Landgemeinde Varel führte ab 1937 den Namen „Gemeinde Varel-Land“.
Die Stadt Varel war ab März 1934 Sitz der NSDAP-Kreisleitung für den Landkreis Friesland (Kreisleiter: Kaufmann Hans Flügel), hier befand sich auch der Sitz der Führung der SA-Standarte 19 sowie der Kreisleitungen weiterer nationalsozialistischer Verbände und Gliederungen des Landkreises Friesland. Der gebürtige Vareler Paul Wegener, vor der Machtergreifung zeitweise NSDAP-Ortsgruppenleiter in Varel, stieg 1942 bis in die Position des NS-Gauleiters Weser-Ems auf. Der letzte Lagerkommandant des Frauen-Konzentrationslagers Ravensbrück, der SS-Sturmbannführer Fritz Suhren, war ebenfalls ein gebürtiger Vareler (Suhren wurde 1950 wegen seiner NS-Verbrechen hingerichtet).

### Jüdisches Leben
Seit dem Ende des 17. Jahrhunderts lebte eine kleine Minderheit von jüdischen Bürgern in Varel. Als Händler und Gewerbetreibende engagierten sie sich im kulturellen, sozialen und politischen Leben der Stadt. Der Arbeitskreis „Juden in Varel“ hat die Spuren der Juden in der Stadt recherchiert, einen Stadtplan erstellt, wo bis zur NS-Zeit Juden lebten und einen historischen Stadtrundgang zum Thema zusammengestellt.
Die Familie Schwabe (später: Schwabe-Barlewin) betrieb in der Haferkampstraße 10 einen Textilhandel – Großhandel und Kaufhaus – in einem Gebäude, das im Oldenburger Land als einmalig galt – mit turmartigen Runderkern. Nach der Machtergreifung durch die Nationalsozialisten begannen Demütigungen, Ausgrenzung und die wirtschaftliche Zerstörung. Im September/Oktober 1938 konnten die Familienmitglieder über Hamburg in die USA fliehen. 1975 wurde das Gebäude aus verkehrsplanerischen Gründen abgerissen. Lediglich Teile des Kachelofens konnten durch Heimatkundler gerettet werden.

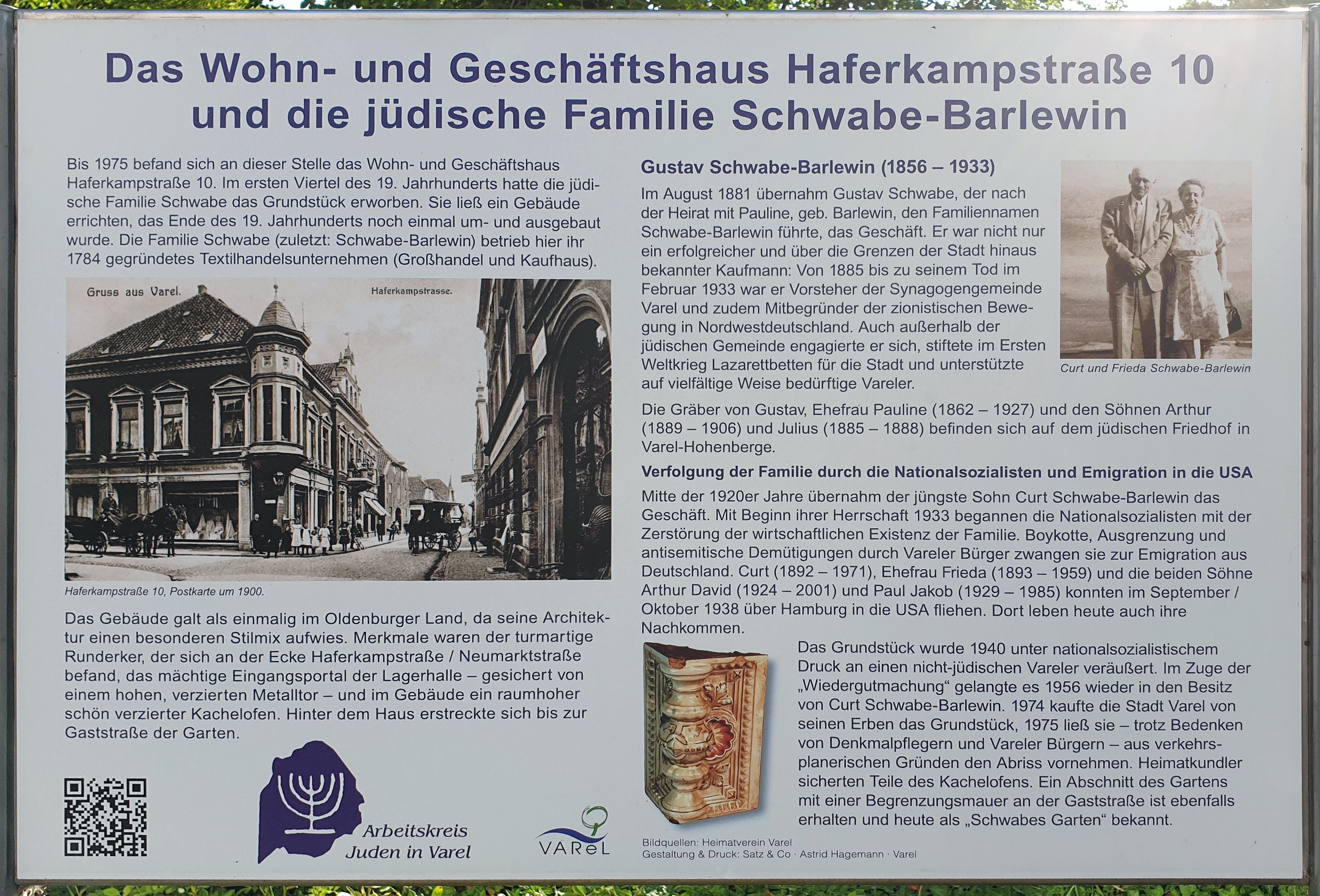
Gedenktafel für Familie Schwabe-Barlewin in Varel

Juden aus Varel wurden – soweit sie nach der NS-Machtergreifung nicht rechtzeitig auswandern bzw. fliehen konnten – rechtlich und gesellschaftlich diskriminiert und ausgegrenzt. Ihr Besitz wurde „arisiert“. Im Zweiten Weltkrieg wurden 29 Bewohner des Jüdischen Altenheims in der Schüttingstraße 13 in das Ghetto Litzmannstadt (über Emden und Berlin) und das Ghetto Theresienstadt (über Bremen und Hannover) deportiert, sechs von ihnen im Oktober 1941 und die übrigen 23 im Juli 1942. Einige von ihnen kamen später in die Vernichtungslager Auschwitz und Chelmno (Kulmhof); keiner der Deportierten überlebte. An dem seit 1999 umbenannten Synagogenweg wurde 2014 eine Gedenktafel an die ehemals gegenüberliegende Synagoge, die beim Novemberpogrom 1938 zerstört wurde, angebracht. Die Inschrift lautet: „Zum Gedenken an die Synagoge Varel das Gotteshaus der jüdischen Gemeinschaft unserer Stadt errichtet im Jahre 1848 zerstört am 10. November 1938.“ und auf Hebräisch: „Darüber wein ich, mein Auge, mein Auge fließt in Tränen“ (Klgl 1,16 ).

### Kriegsende
Während des Zweiten Weltkrieges lebten eine Vielzahl ausländischer Zivilarbeiter und Kriegsgefangene in Varel, die unter teils erbärmlichen Lebensbedingungen zur Zwangsarbeit eingesetzt wurden. Obwohl Varel in unmittelbarer Nachbarschaft des im Zweiten Weltkrieg von alliierten Bomberverbänden über 100-mal angegriffenen Wilhelmshaven lag, blieb die Stadt von weitergehenden Zerstörungen verschont, es gab lediglich einzelne Bombenschäden und mehrere Opfer bei Tieffliegerangriffen in der Endphase des Krieges.
Während des Krieges wurde am Vareler Hafen die schwere Flakbatterie Vareler Hafen errichtet.

### Nach 1945

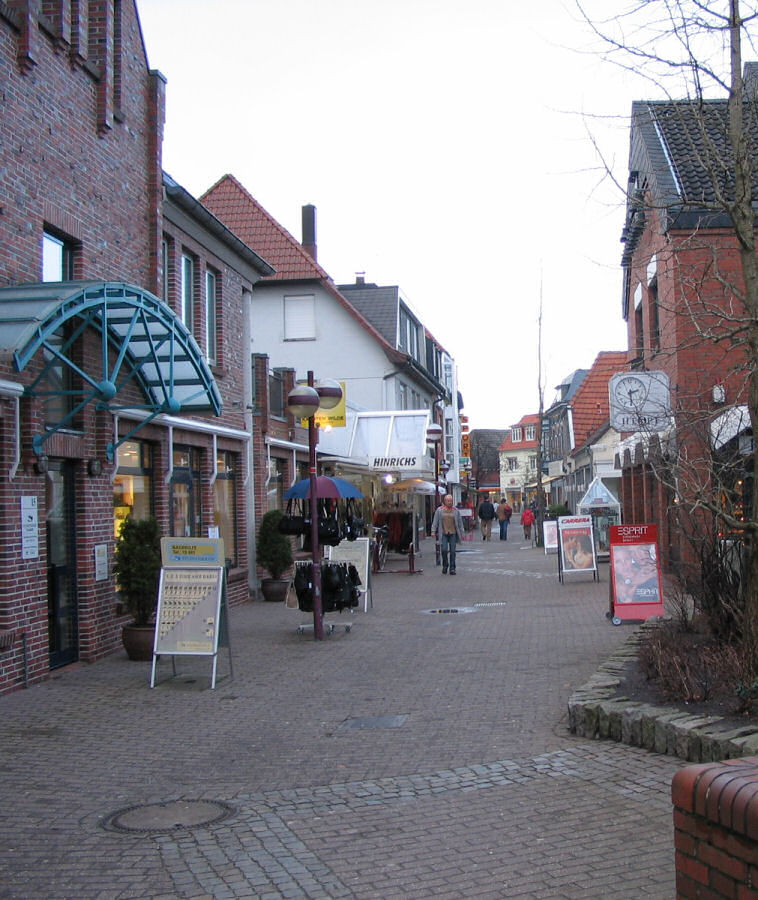
Innenstadt von Varel

Nach der kampflosen Besetzung am 6. Mai 1945 durch Truppenverbände der 2. Kanadischen Armee gehörte Varel zur britischen Besatzungszone und seit November 1946 zum neu gebildeten Land Niedersachsen. Varel war zeitweilig Sitz der britischen Kreis-Militärregierung für den Landkreis Friesland. Der erste gewählte Bürgermeister nach dem Kriege war Adolf Heidenreich (SPD).
In den Jahren 1955 bis 1958 wurde in Dangast die Sielschleuse gebaut und so die Entwässerung bis weit nach Ostfriesland hinein sichergestellt. Die Verbindungen der Siele und die Wanderungen der Deiche werden in Mosaiken dargestellt. Bereits 1961 wurde Varel durch Belegung der ehemaligen Kasernen der Kriegsmarine Bundeswehrstandort. Die Standortverwaltung übernahm das ehemalige Hansagebäude (siehe Hansa-Lloyd, 1994 wurde die Standortverwaltung Varel aufgelöst).
Die Große Sturmflut 1962 führte zu weiteren Geestabbrüchen in Dangast. Die Vareler Schleuse wird gefährdet. Planungen für eine Erhöhung der Deiche und eine neue Schleuse beginnen. Im gleichen Jahr beginnen die Bauarbeiten für ein neues Rathaus an der Windallee. 1972 wurden beide Vareler Gemeinden zur heutigen Stadtgemeinde Varel vereinigt. In den Jahren bis 1975 entstand die Autobahn 29. Varel erhält zwei Autobahnanschlussstellen. Die Windmühle wurde in diesen Jahren instand gesetzt und als Teil des Heimatmuseums ausgebaut. Sie ist weiterhin voll funktionstüchtig.
Zwischen 1977 und 1980 gehörte Varel zusammen mit Zetel und Bockhorn zum Landkreis Ammerland. Hintergrund war seinerzeit die Zusammenlegung der übrigen Teile des Landkreises Friesland mit dem Landkreis Wittmund, die jedoch politisch umstritten war und nach einer Klage vom Niedersächsischen Staatsgerichtshof in Bückeburg wieder rückgängig gemacht wurde. Nachdem die Landkreise Wittmund und Friesland wiederhergestellt wurden, kamen auch die genannten drei Kommunen zurück zum Landkreis Friesland.
In der zweiten Hälfte der 1970er-Jahre wurden in Dangast das Meerwasserquellbad gebaut und die Kuranlage Deichhörn gebaut (Kuranlage Deichhörn und der gegenüberliegende Kursaal wurden 2016/2017 zurückgebaut). Innerstädtisch wurde gegen zunächst großen Widerstand der Geschäftsleute die Fußgängerzone angelegt. 1977 wurde die neue Kammerschleuse am Vareler Hafen (Wilhelm-Kammann-Schleuse) und das neue Vareler Siel in Betrieb genommen. Das Land Niedersachsen erkannte 1983 den Ortsteil Dangast als Nordseebad und Ort mit Heilquellen-Kurbetrieb an.
Seit 1986 ist Varel selbständige Stadt nach dem Niedersächsischen Kommunalverfassungsgesetz. Die Stadtverwaltung übernimmt also auch Aufgaben der Kreisverwaltung für die Vareler Bürger. Dies kann zum einen mit der Einwohnerzahl Varels erklärt werden, zum anderen auch mit der Tatsache, dass Varel von allen kreisangehörigen Kommunen am weitesten vom Kreissitz Jever entfernt ist.
Im Jahr 1989 konnte das renovierte und erweiterte Rathaus an der Windallee eingeweiht werden. Die Erweiterung war nötig geworden, um den gestiegenen Anforderungen der Stadtverwaltung gerecht zu werden.
Nach der Einführung der sogenannten Eingleisigkeit in der Kommunalverwaltung wurde 1996 erstmals ein hauptamtlicher Bürgermeister direkt gewählt. Die Wahl gewann Hans Fabian von der SPD.
Am 31. Dezember 2006 wurde der Bundeswehrstandort Varel aufgelöst. Aufgrund einer in 2005 getroffenen Entscheidung des Verteidigungsministeriums wurde der Standort und damit die „Friesland-Kaserne“ aufgelöst. Das Fallschirmjägerbataillon 313 mit bis zu 1100 Soldaten wurde nach Seedorf verlegt und die Sanitätseinheiten nach Leer. Am 31. März 2007 erfolgte eine symbolische Schlüsselübergabe der Kaserne an Varels Bürgermeister Gerd-Christian Wagner. Die Geschichte Varels als Bundeswehrstandort begann am 4. März 1961 mit dem Panzergrenadier-Bataillon 311, das in die ehemalige Marinekaserne von 1939 einzog. Die Kaserne erhielt mit dem Einzug den neuen Namen „Friesland-Kaserne“.
Im Jahr 2024 feierte die Stadt Varel ihr 900-jähriges Bestehen mit vielen Veranstaltungen. Höhepunkte waren die Schlossplatzparty, die Tausende Menschen anlockte, ein Festakt in der Schlosskirche, der Lesegarten, der den Cityparkplatz mehrere Wochen lang in eine grüne Oase verwandelte, die Kunstausstellung im Wasserturm und zwei Theaterstücke der Niederdeutschen Bühne Varel. Zum Jubiläum erhielt das Heimatmuseum am Neumarktplatz eine neue Dauerausstellung und Varel eine neue Stadtchronik.
Am 22. Juni 2024 wurde der erste Teil eines neuen Bronzeportals für den Westeingang der Schlosskirche in Varel eingeweiht. Die bisherige Tür aus den späten 1960er Jahren war eine schlichte zweiflügelige Holztür mit einem halbkreisförmigen Giebelfeld aus Granit über der Tür. Der Förderkreis zur Erhaltung der Schloßkirche Varel hatte bereits 2014 einen Wettbewerb für ein repräsentatives Bronzeportal gestartet. Der Bildhauer Carl Constantin Weber aus Potsdam entschied den Wettbewerb für sich. Aus finanziellen Gründen konnte das Portalprojekt jedoch erst 2022 mit einem ersten Teil, dem Tympanon, begonnen werden. Es zeigt Episoden aus dem Leben des Apostels Simon Petrus, dem Namensgeber der Kirche. Die von Weber ebenfalls entworfenen Türflügel sind in Planung.

### Eingemeindungen
Am 1. Juli 1972 wurde der Hauptteil der aufgelösten Gemeinde Varel-Land eingegliedert. Ein kleinerer Teil dieser Gemeinde kam zu Wiefelstede.

### Ausgliederungen
Am 1. Januar 1980 wurde ein Gebietsteil mit damals etwa 80 Einwohnern an die Nachbargemeinde Wiefelstede abgetreten.

## Christliche Gemeinden

### Evangelisch-lutherische Kirche
Mit der Reformation wurde die Mehrheit der Vareler Bevölkerung evangelisch-lutherisch. Die Vareler Gemeinde mit den Bezirken Varel, Büppel, Dangastermoor und Obenstrohe gehört zur Evangelisch-Lutherischen Kirche in Oldenburg. Hauptkirche ist die Schlosskirche dazu treten die Auferstehungskirche am Friedhof Varel und die Kapelle im Ev. Altersstift  Simeon und Hanna sowie drei Gemeindezentren in Büppel, Dangastermoor und Obenstrohe.

### Römisch-katholische Kirche
In der zweiten Hälfte des 19. Jahrhunderts entstand in Varel wieder eine katholische Gemeinde. Die neugotische St.-Bonifatius-Kirche wurde 1855–1858 erbaut. Nachdem die Gemeinde durch den Zustrom von Heimatvertriebenen nach dem Zweiten Weltkrieg stark angewachsen war, wurde 1965–1967 die neue St.-Bonifatius-Kirche errichtet. Die alte Kirche wurde zum Pfarrheim umgebaut. Seit 1869 besteht das St. Johannes-Hospital Varel. Die Gemeinde gehört zum Bischöflich Münsterschen Offizialat.

### Vereinigung Evangelischer Freikirchen
Die Vereinigung Evangelischer Freikirchen ist in Varel mit folgenden Gemeinden vertreten:
Die Anfänge der Baptistengemeinde Varel (Bund Evangelisch-Freikirchlicher Gemeinden) gehen auf das Jahr 1843 zurück. Erste größere gottesdienstliche Versammlungen in einem Privathaus sind ab 1849 bezeugt. 1858 wurde die erste Kirche der Baptistengemeinde errichtet. Die heutige Friedenskirche an der Mühlenstraße ist das zweite Gotteshaus der Gemeinde. Sie wurde 1922 errichtet. Varel ist auch der Geburtsort des baptistischen Gründervaters Johann Gerhard Oncken (1800–1884).
Eine Kirche der Siebenten-Tags-Adventisten befindet sich an der Lerchenstraße 6.

### Neuapostolische Kirche
Seit 1928 existiert in Varel eine Gemeinde der Neuapostolischen Kirche. 1978 konnte die Gemeinde ein eigenes Kirchengebäude in der Bahnhofstraße beziehen.

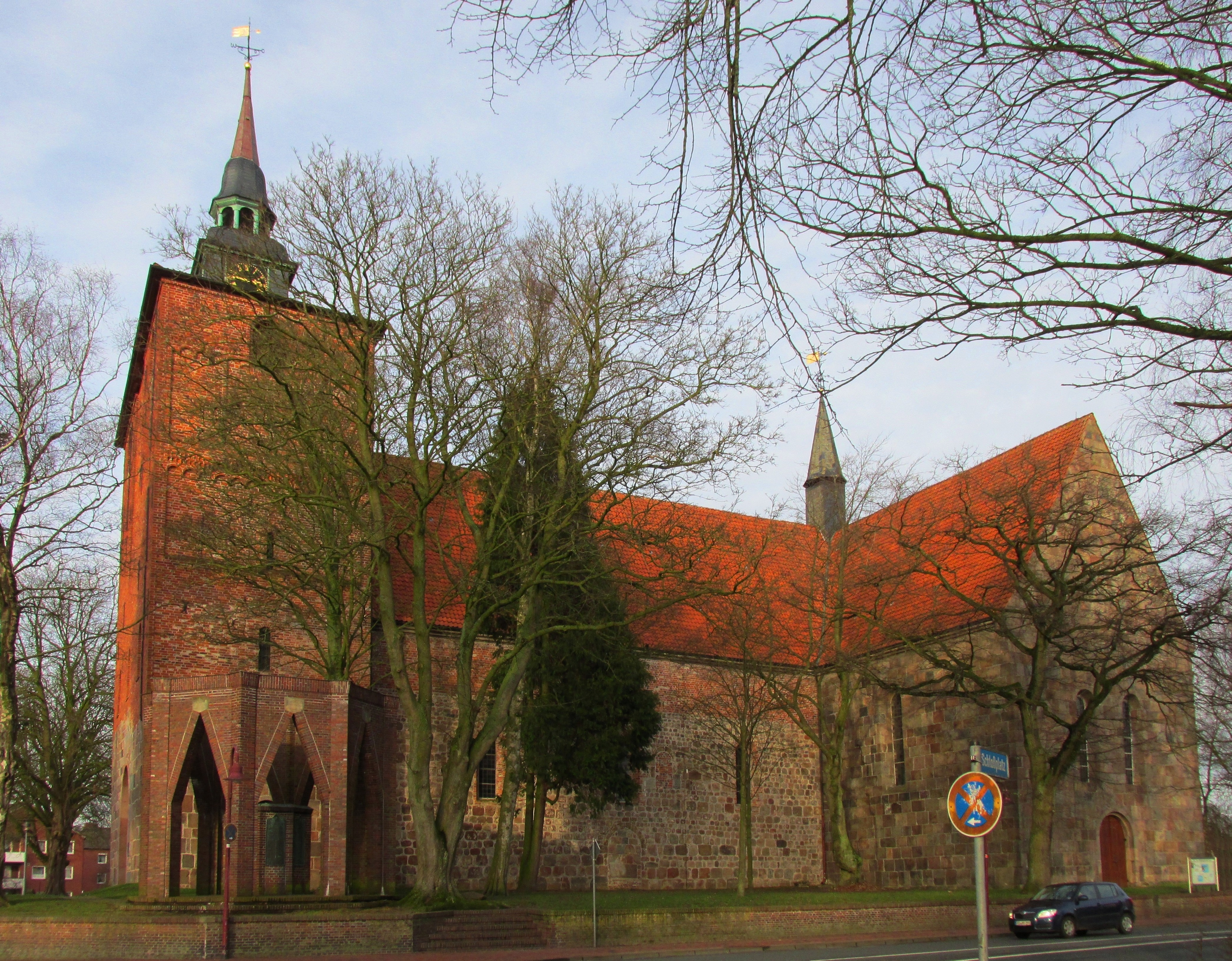
Evangelisch-lutherische Schlosskirche
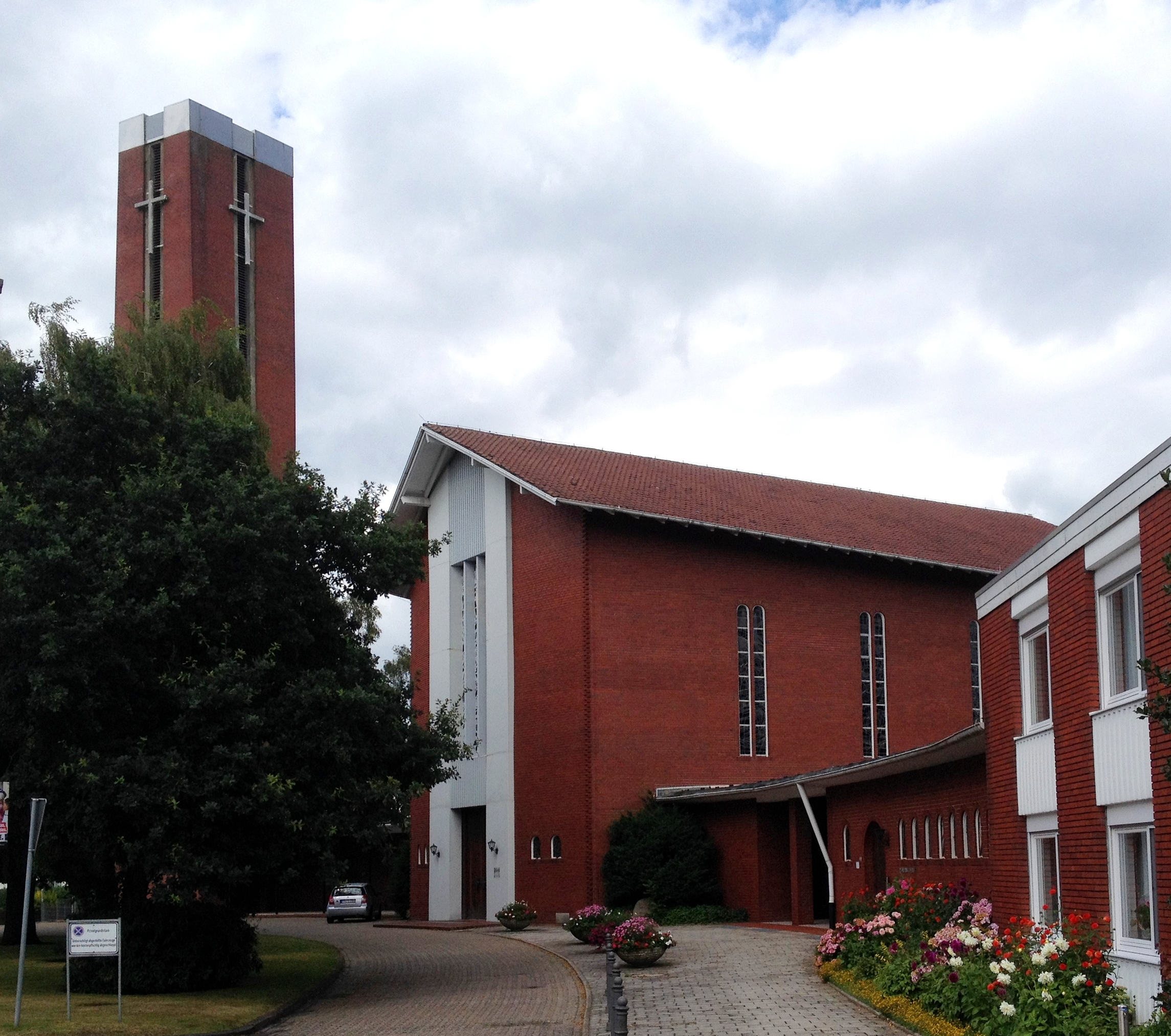
Katholische St.-Bonifatius-Kirche
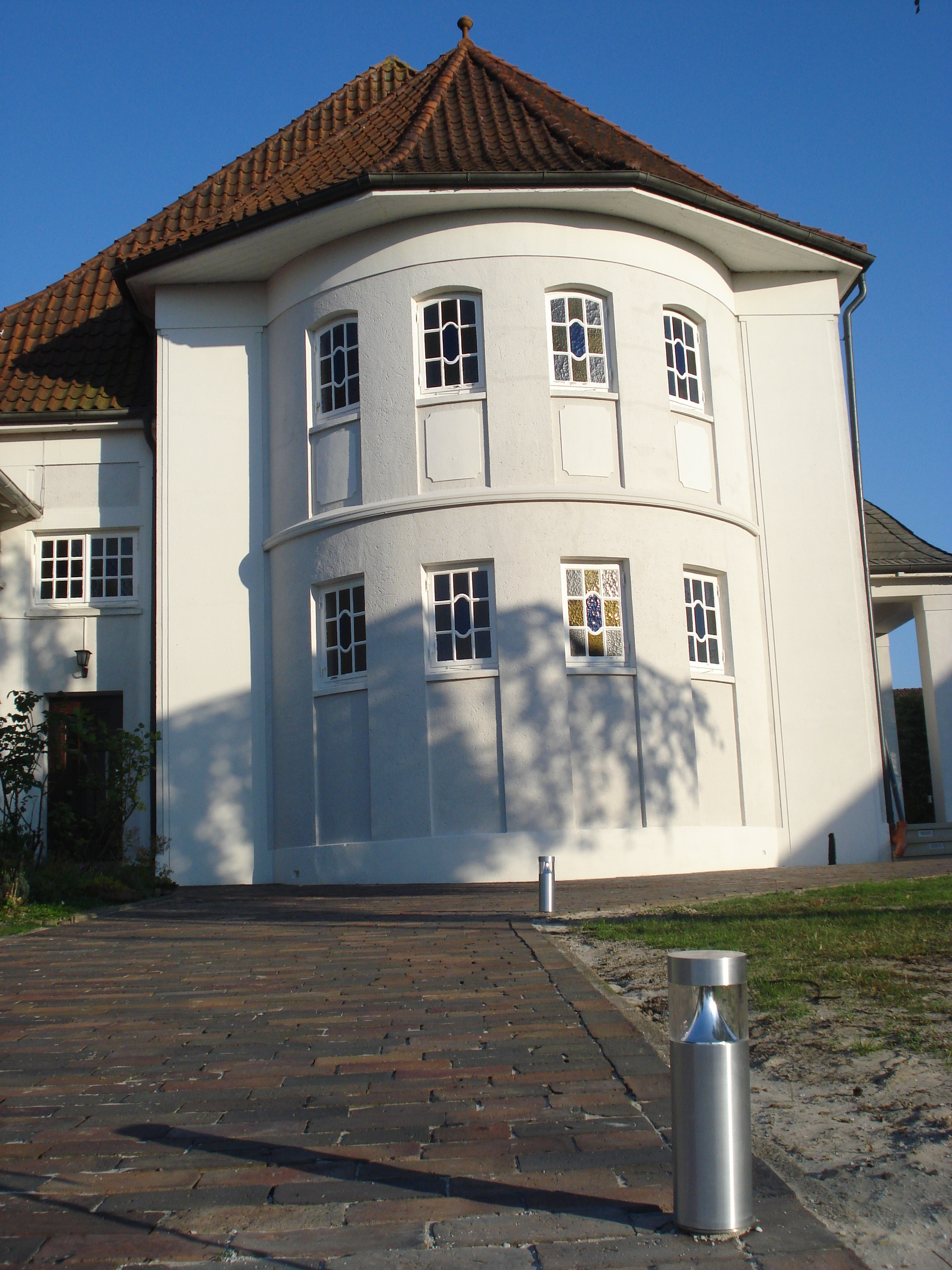
Friedenskirche der Vareler Baptisten
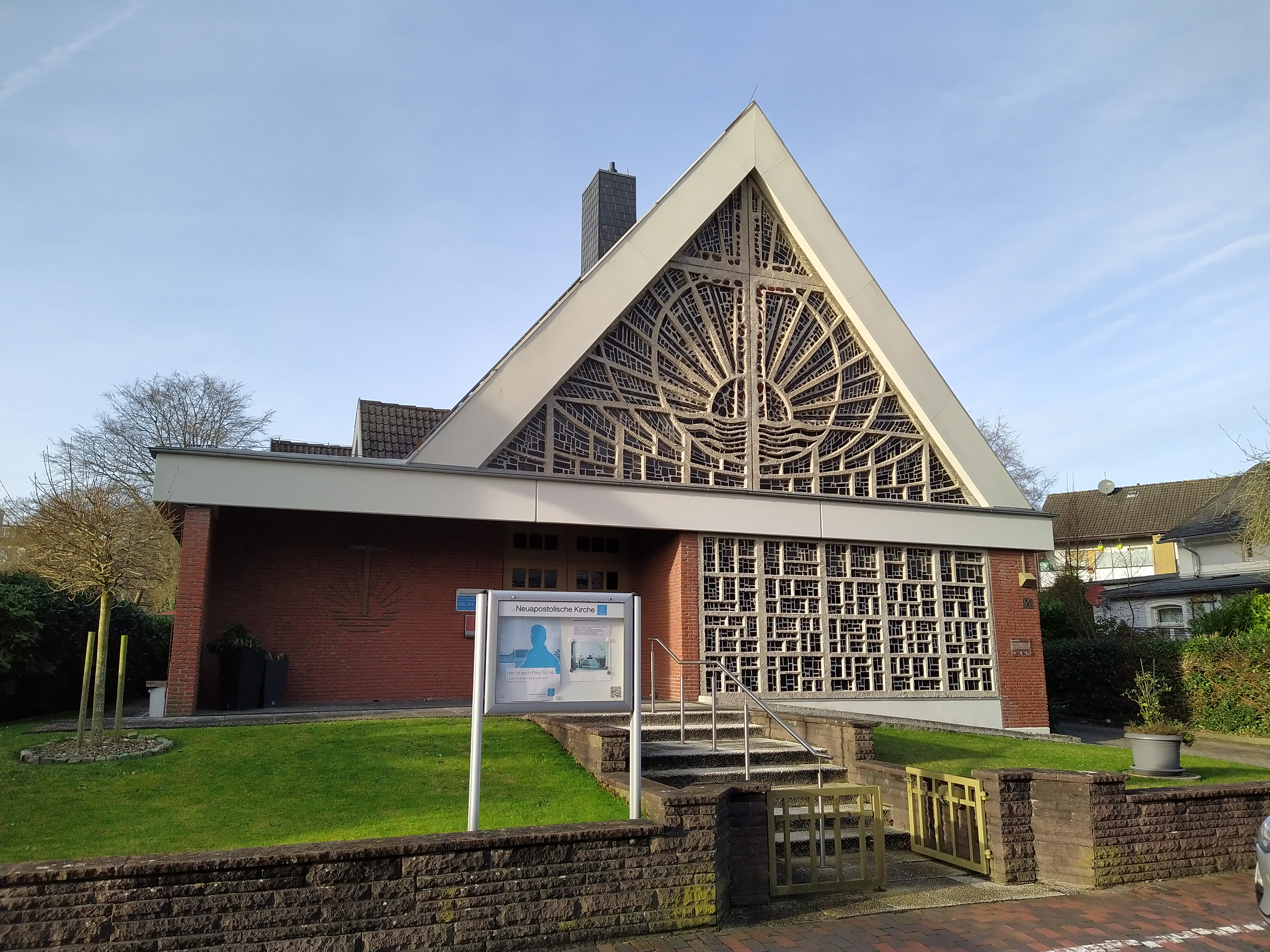
Neuapostolische Kirche Varel

## Politik

### Rat
Der Rat der Stadt Varel besteht aus 32 Ratsfrauen und Ratsherren. Die festgelegte Anzahl für eine Stadt mit einer Einwohnerzahl zwischen 20.001 und 25.000 beträgt normalerweise 34 Ratsmitglieder. Auf Beschluss des Rates wurde diese Zahl, wie schon in der vorherigen Amtszeit, um zwei Ratsmitglieder reduziert. Der Stadtrat wird durch eine Kommunalwahl für jeweils fünf Jahre gewählt. Die laufende Amtszeit begann am 1. November 2021 und endet am 31. Oktober 2026.
Stimmberechtigt im Rat ist außerdem der hauptamtliche Bürgermeister Gerd-Christian Wagner von der SPD.
Die letzte Kommunalwahl am 12. September 2021 ergab das folgende Ergebnis:
| Partei                | Anteilige Stimmen | Anzahl Sitze | Veränderung Stimmen | Veränderung Sitze |
| --------------------- | ----------------- | ------------ | ------------------- | ----------------- |
| SPD                   | 39,73 %           | 13           | +12,46 %            | +4                |
| Zukunft Varel         | 21,05 %           | 7            | − 7,58 %            | −2                |
| CDU                   | 17,63 %           | 6            | −02,02 %            | 0                 |
| Bündnis 90/Die Grünen | 13,17 %           | 4            | −03,98 %            | +1                |
| FDP                   | 04,26 %           | 1            | −00,33 %            | 0                 |
| KLARE KANTE           | 01,48 %           | 1            | +01,48 %            | +1                |
| die Basis             | 01,31 %           | 0            | +01,31 %            | 0                 |
| BBV                   | 00,52 %           | 0            | −01,33 %            | −1                |
| SWV                   | 00,45 %           | 0            | +00,45 %            | 0                 |
| Einzelbewerber Cremer | 00,41 %           | 0            | +00,41 %            | 0                 |

Die Wahlbeteiligung bei der Kommunalwahl 2021 lag mit 60,98 % über dem niedersächsischen Durchschnitt von 57,1 %. Zum Vergleich: Bei der vorherigen Kommunalwahl vom 11. September 2016 lag die Wahlbeteiligung bei 58,54 %.

### Bürgermeister

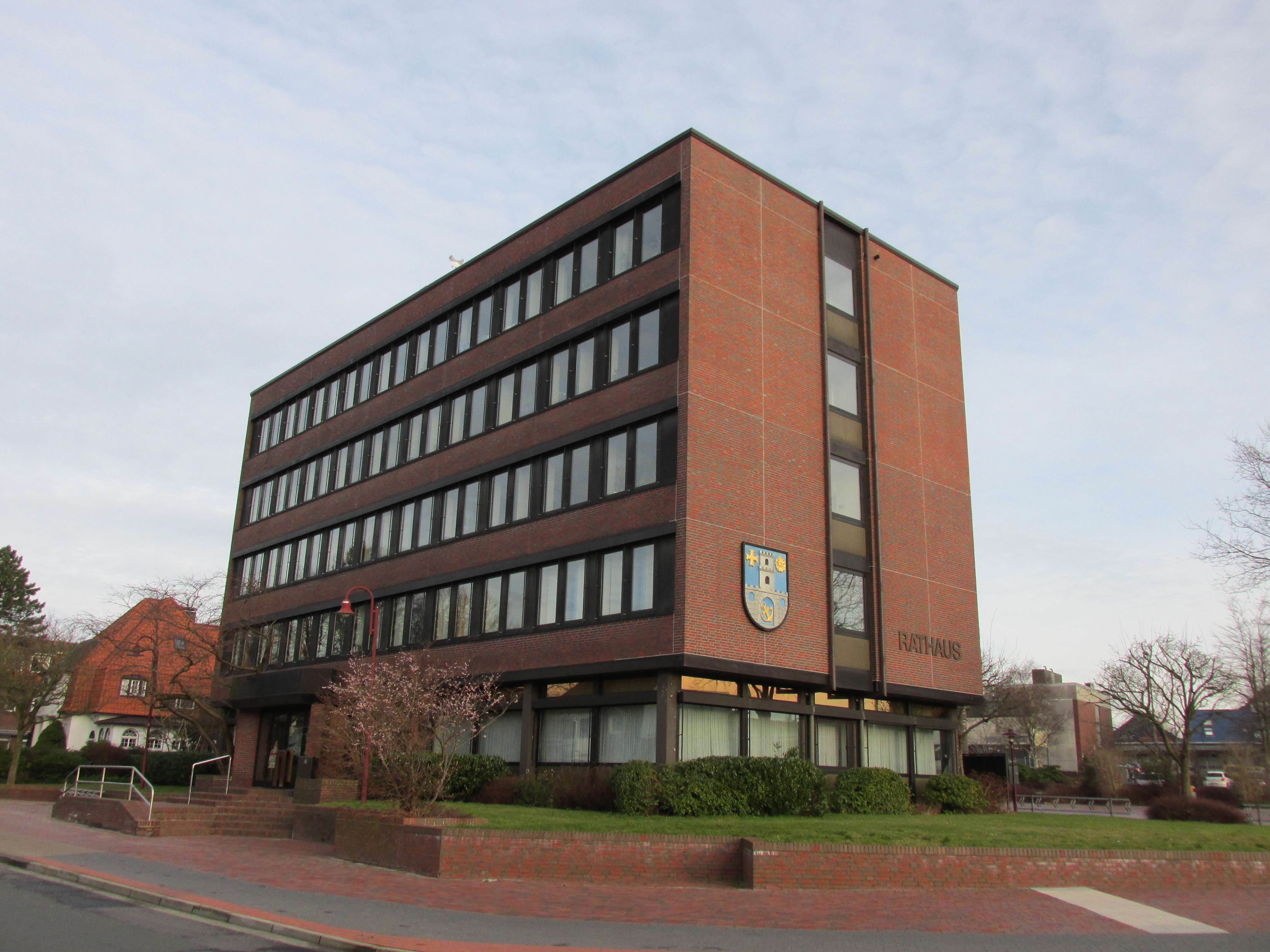
Rathaus

Bei der letzten Bürgermeisterwahl am 12. September 2021 wurde der bisherige Amtsinhaber Gerd-Christian Wagner (SPD) zum hauptamtlichen Bürgermeister wiedergewählt. Wagner erhielt 60,37 % der Stimmen, sein Gegenkandidat Tschigor (CDU) 39,63 %. Die Wahlbeteiligung lag bei 61,0 %. Gerd-Christian Wagner tritt seine weitere Amtszeit zum 1. November 2021 an.
Liste der Vareler Bürgermeister
- 1945–1946: Adolf Heidenreich, SPD
- 1946–1948: Bernhard Albrechts, FDP
- 1948–1949: Adolf Heidenreich, SPD
- 1949–1950: Bernhard Albrechts, FDP
- 1950–1952: Adolf Heidenreich, SPD
- 1952–1961: Karl Nieraad, CDU
- 1961–1976: Wilhelm Kammann, SPD
- 1976–1981: Karlheinz Bäker, CDU
- 1981–1996: Karl-Heinz Funke, SPD
- 1997–2001: Hans Fabian, SPD
- 2001–2006: Wolfgang Busch, SPD
- seit 2006: Gerd-Christian Wagner, SPD

### Vertreter in Land- und Bundestag

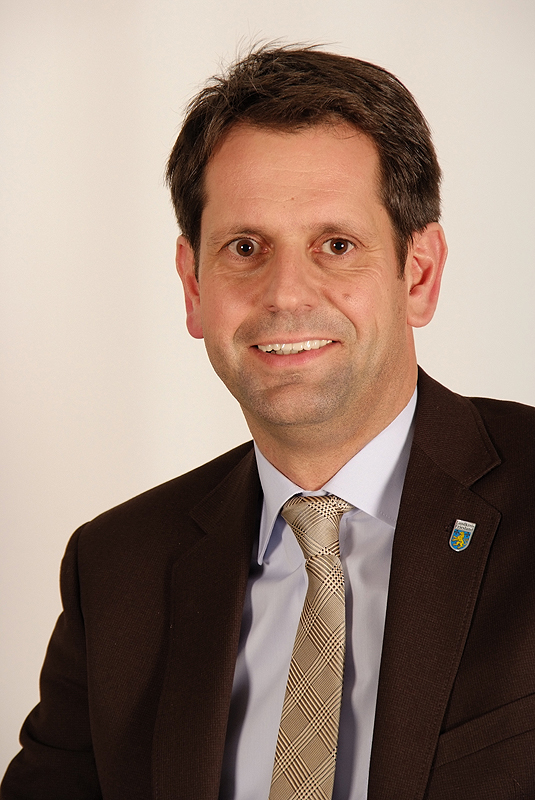
Landtagsabgeordneter Olaf Lies

Bei den Wahlen zum Niedersächsischen Landtag gehört Varel zum Landtagswahlkreis 070 Friesland, der den gesamten Landkreis Friesland umfasst. Das Direktmandat wurde im Januar 2013 durch Olaf Lies von der SPD gewonnen. Bei der Wahl vom 15. Oktober 2017 konnte er den Erfolg wiederholen. Bei der letzten Landtagswahl vom 9. Oktober 2022 konnte Lies das Direktmandat mit 48,96 % der Stimmen bei einer Wahlbeteiligung von 59,54 % erneut verteidigen. Weiterhin werden Katharina Jensen (CDU) und Sina Beckmann (Grüne) den Landkreis im Landtag vertreten. Sie zogen über die jeweiligen Landeslisten ihrer Parteien in das Parlament. Die konstituierende Sitzung des neu gewählten Parlaments fand am 8. November 2022 statt. Die Wahlperiode endet im Herbst 2027.
Die Stadt Varel gehört zum Bundestagswahlkreis Friesland – Wilhelmshaven – Wittmund. Er umfasst die Stadt Wilhelmshaven sowie die Landkreise Friesland und Wittmund. Bei der Bundestagswahl 2025 gewann die Sozialdemokratin Siemtje Möller das Direktmandat zum dritten Mal in Folge. Über Listenplätze ihrer Parteien zogen Anne Janssen (CDU) und Martin Sichert (AfD) aus dem Wahlkreis in den Bundestag ein.

### Wappen
Die Blasonierung lautet: „In Blau eine bis zur Schildmitte wachsende, schwarzgefugte, silberne, gezinnte Stadtmauer mit mittigem, von je einem runden blauen Fenster beseitetem, offenem blauem Portal, darin ein gelehnter goldener Anker, mittig ein wachsender, zweistufiger Zinnenturm mit eingezogener oberer Stufe, beide Stufen mit mittigem schwarzen Bogenfenster, oben begleitet vorne von einem gleicharmigen goldenen Ankerkreuz und hinten von einer goldenen Rose.“
Nach der städtischen Hauptsatzung: Das Wappen der Stadt Varel zeigt eine silberne Stadtmauer mit Turm und Torbogen in ultramarin-blauem Felde. Die Mauerstriche sind schwarz. Rechts vom Turm befindet sich eine goldene Rose und links vom Turm ein goldenes Ankerkreuz. Im Torbogen liegt ein nach links neigender goldener Anker.
Die Stadtmauer mit Turm und Torbogen erinnert an die Erlangung der Stadtrechte im Jahr 1856. Der goldene Anker im Torbogen weist auf die Bedeutung des Hafens für die Stadt hin und an die ersten Herren von Varel erinnern die Symbole „Goldenes Ankerkreuz“ (Herrschaft der Grafen von Bentinck) sowie die „Goldene Rose“ (Herrschaft der Grafen von Aldenburg).

### Flagge
|  | 00Hissflagge:„Die Flagge der Stadt Varel zeigt ein weißes Kreuz auf blauem Hintergrund. Die Farben der Stadt Varel sind: Weiß-Blau.“ |

### Städtepartnerschaften
- Barth (Deutschland), seit 21. Dezember 1990

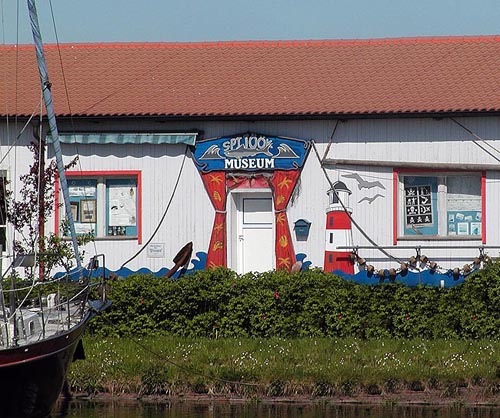
Spijöök Museum

- Jackson (USA)

## Kultur und Sehenswürdigkeiten

### Museen und Archive
- Heimatmuseum Varel mit Windmühle

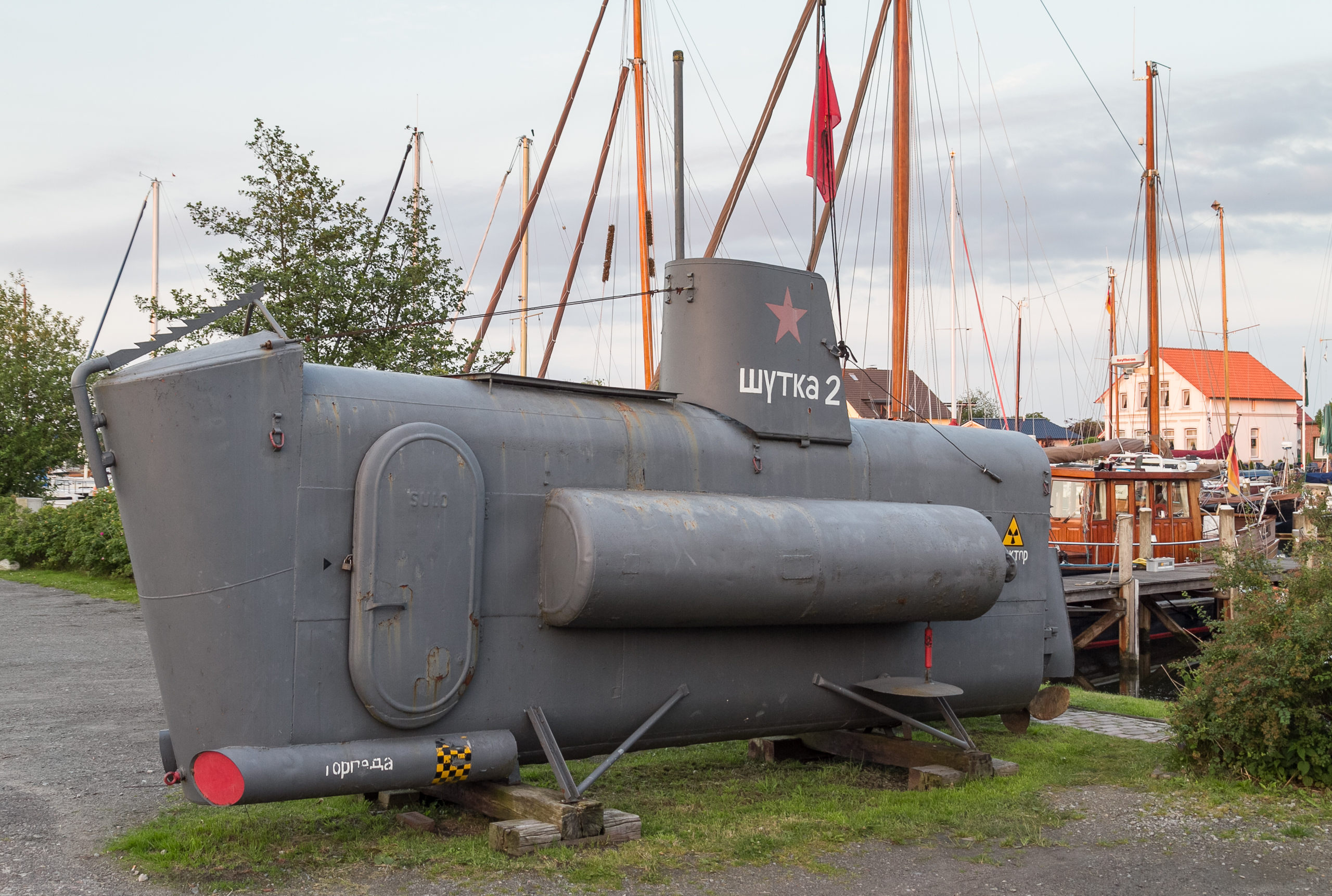
„Sowjetisches Atom-U-Boot“ der SULO-Klasse vor dem Museum Spijöök

- das von der Aktionskunstgruppe Menschenmüll begründete Spijöök, Museum für Kuriositäten und Seemannslegenden (Vareler Hafen)[39]
- Franz-Radziwill-Haus (Dangast)
- Zollamt-Galerie im Vareler Hafen

### Bauwerke
- Schlosskirche am Schlossplatz (Patrozinium: Peter und Paul) wurde ursprünglich als Holzkirche um 800 errichtet, im 12. Jahrhundert als Steinkirche mit Findlingen aufgebaut und mehrfach erweitert. 1634 stiftete Graf Anton Günther den Münstermann-Altar, -Kanzel und -Taufbecken. Unter dem Altarraum befindet sich die Familiengruft der Grafen Bentinck. Die Schlosskirche ist das älteste Bauwerk Varels (Baujahr nach Überlieferung 1144).  Die heutige Orgel wurde 1978 von der Karl Schuke Berliner Orgelbauwerkstatt erbaut und ersetzte eine Vorgängerorgel von Philipp Furtwängler aus dem Jahr 1861.[40]
- Die fünfgeschossige Vareler Windmühle aus dem Jahre 1847 ist mit 30 m eine der größten Windmühlen in ganz Deutschland. Heute befinden sich hier eine umfangreiche heimatkundliche Sammlung sowie eine Sammlung zur Vareler Industriegeschichte.
- Das Waisenhaus – hier befindet sich die Jugendhilfeeinrichtung Waisenstift Varel.
- Der Vareler Wasserturm wurde 1913–1914 erbaut und versorgt die Stadt noch heute mit Wasser aus eigenen Brunnen.
- das denkmalgeschützte Hansagebäude
- das Amtsgericht
- der Bahnhof Varel (Oldenburg)
- die Kapelle der Evangelisch-Freikirchlichen Baptistengemeinde
- das Gebäude des ehemaligen Technikums (heute: Grundschule Osterstraße) mit der Erinnerungstafel an die ehemalige Synagogengemeinde und Synagoge in Varel in der Osterstraße (woran auch in Yad Vashem erinnert wird)
- das ehemalige Reedergebäude am Neumarktplatz
- das Stadthaus Lange Straße 49 mit der alten Kaimauer, Elternhaus der Professorenbrüder Schuhr
- das Heimatmuseum
- die kleinste Kneipe Deutschlands „Up´n Prüfstand“[41]
- Im Ortsteil Hohenberge an der Neuwangerooger Straße liegt der 1822 m² große jüdische Friedhof, auf dem sich 120 Grabsteine befinden.

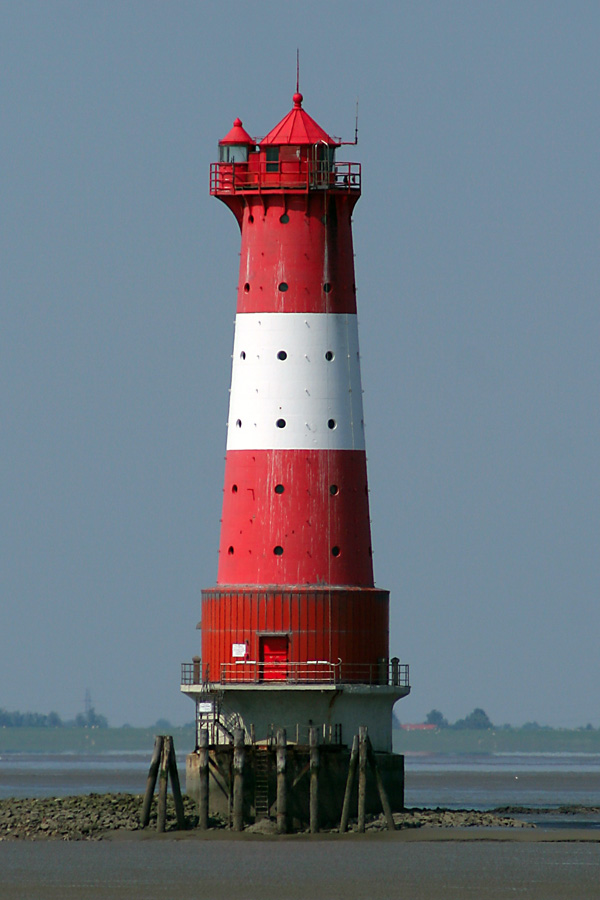
Leuchtturm Arngast
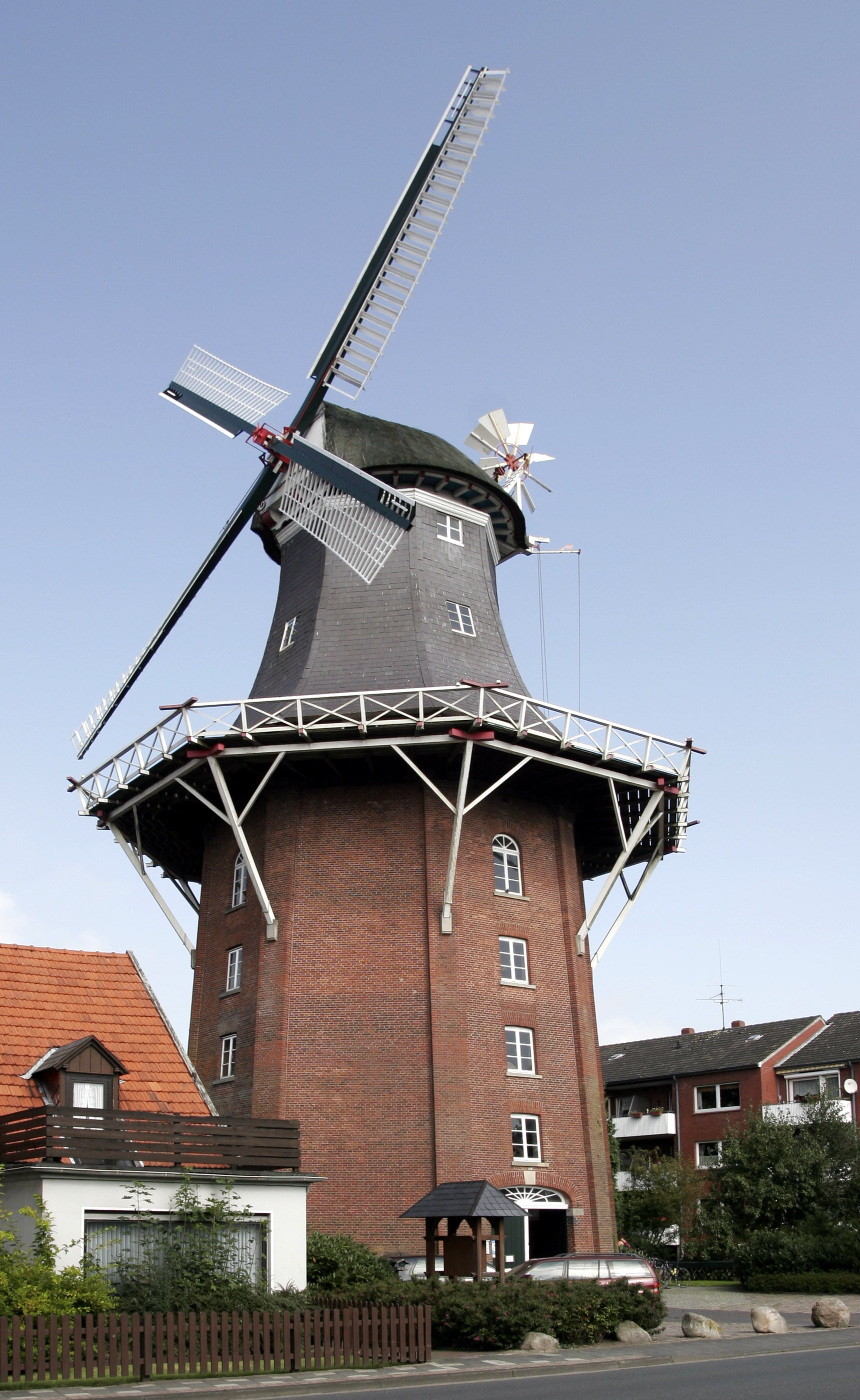
Die Vareler Windmühle
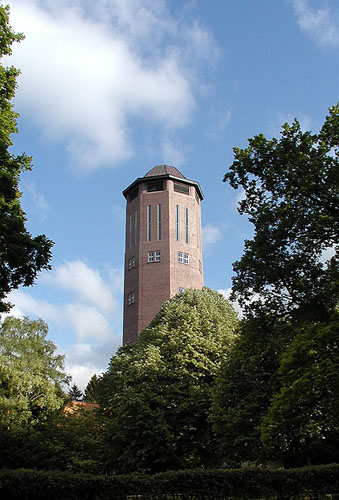
Vareler Wasserturm
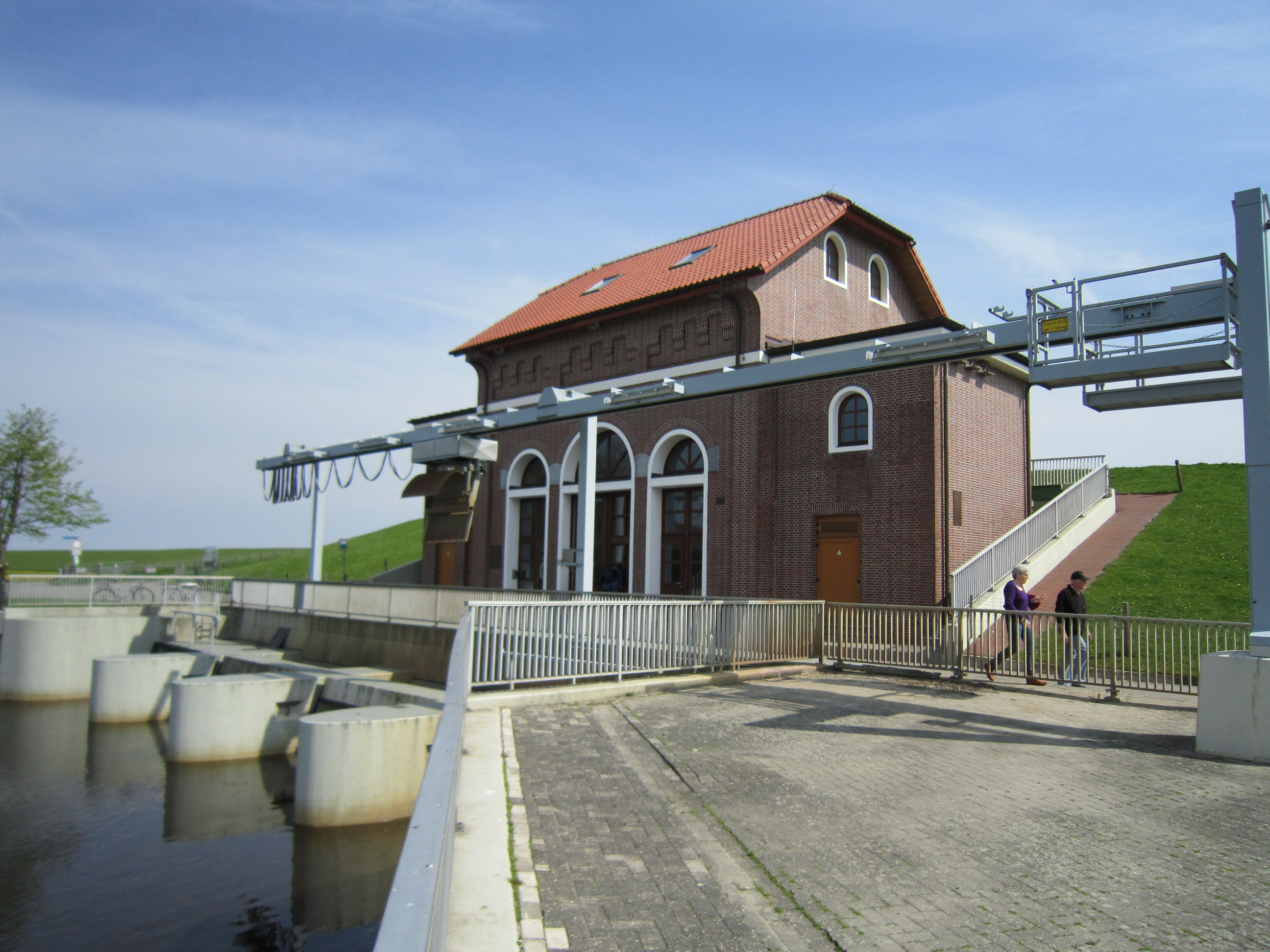
Schöpfwerk am Vareler Hafen
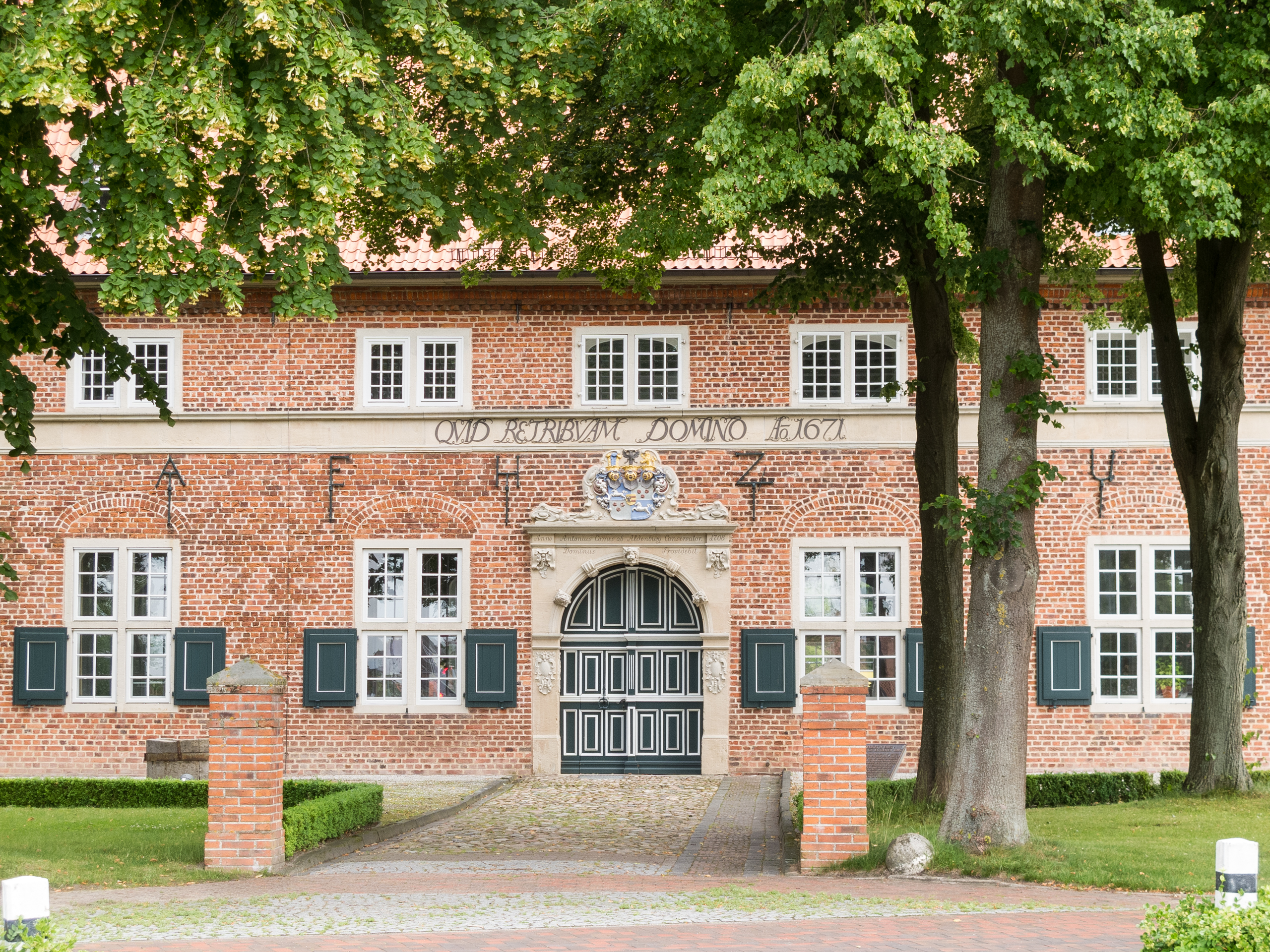
Waisenhaus Varel

### Sehenswürdigkeiten

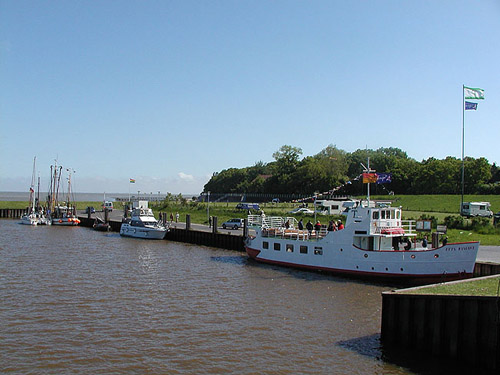
Nordseebad Dangast – Hafen

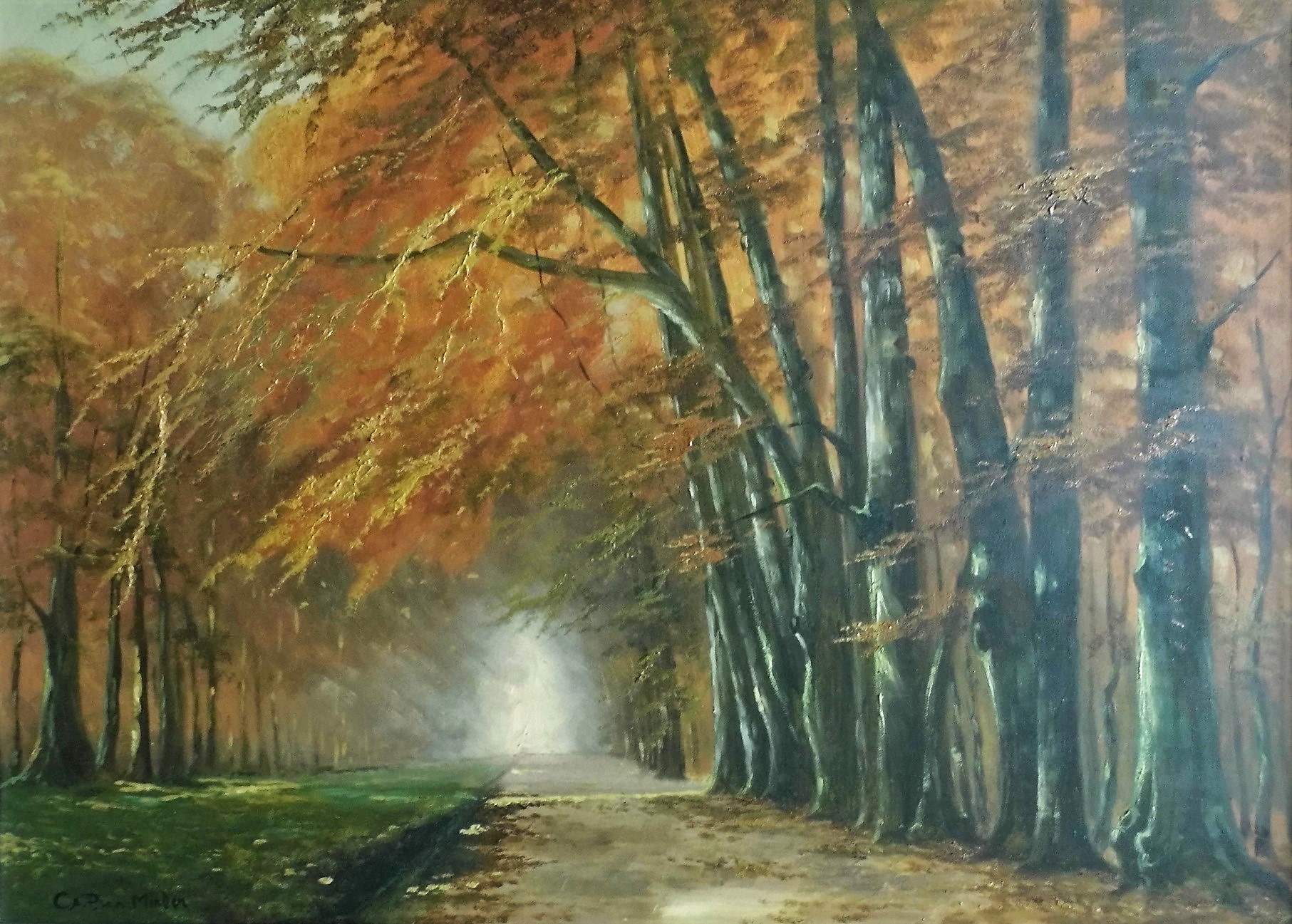
Ein Hauptmotiv in der Vareler Kunstgeschichte: die Große Allee im Vareler Stadtwald, hier in einem um 1920 entstandenen Gemälde der Landschaftsmalerin Olga Potthast von Minden.

Das Nordseebad Dangast bietet den einzigen kostenfreien Strand an der Deutschen Nordseeküste und war zwischen 1907 und 1912 im Sommer Aufenthaltsort von Malern der expressionistischen Künstlergruppe Brücke. Eine reiche Künstlertradition hat sich dort erhalten.
Der Vareler Hafen mit der Wilhelm-Kammann-Schleuse ist die Verbindung über den Jadebusen zur Nordsee. Im Hafenbereich lassen sich noch Spuren der einst dänischen Christiansburg mit den Festungswällen und -gräben (Lageplantafel am Hafen) finden.
Das Landschaftsbild Varels und seiner Umgebung wird von zahlreichen Alleen geprägt, die nach Ausdehnung, Erscheinungsformen und Baumarten eine bemerkenswerte Vielfalt aufweisen. Oft über einen Zeitraum von Jahrhunderten gewachsen, sind die Vareler Alleen ein wesentlicher Bestandteil des natur- und kulturhistorischen Erbes der Stadt und zugleich eine Attraktion für naturverbundene und Erholung suchende Einheimische und Touristen. Die Wertschätzung der lokalen Baumstraßen kommt in dem Beinamen „Stadt der Alleen“ zum Ausdruck, mit dem Varel nicht selten charakterisiert wird.
In der Innenstadt
- sind das legendäre Hansa PKW Produktionsgebäude (Lloyd (Auto)) und die Hansa-Siedlung in der Koppenstraße sowie das Rennfahrerhaus erhalten.
- Obenstrohes liegt das Naturschutzgebiet Mühlenteich mit dem Mühlenradbassin, ein Orchideenrefugium.
- befindet sich das einzige erhaltene Kellerhaus am Logemoorweg nahe der Burganlage Bramloge.

### Sport
Verschiedene Sportvereine in Varel ermöglichen die Ausübung der meisten Sportarten. So ist neben Fußball und Leichtathletik auch Schwimmen, z. B. in der DLRG, Handball, Segeln, Triathlon, Boßeln, Volleyball, Badminton, Reiten und Rugby zu nennen.
Über Varel hinaus bekannt ist die SG VTB/Altjührden (zwischenzeitlich HSG Varel bzw. HSG Varel-Friesland), die zwischen 1981 und 2011 24 Jahre lang in der 2. Handball-Bundesliga spielte und derzeit den 8. Platz in der Ewigen Tabelle dieser Liga belegt. Die Spielgemeinschaft hat auch die deutschen Nationalmannschaftsspieler Jan Fegter und Johannes Bitter sowie einige Erstligaspieler hervorgebracht. Die Heimspiele der SG VTB/Altjührden finden in der Manfred-Schmidt-Sporthalle Altjührden statt, in der auch die Sportarten Badminton, Faustball und Gymnastik vom Turnverein Altjührden angeboten werden.
Der SC Varel bietet bereits seit langem eine Rugby-Sparte. Der Club hat seit den 30er Jahren mehrere regionale Meisterschaften gewonnen und verschiedene Auswahl- und Nationalspieler hervorgebracht. Der SC Varel ist der einzige Rugby-Club im Raum Weser-Ems und zählt heute zu den ältesten in Deutschland aktiven Rugby-Vereinen.

### Regelmäßige Veranstaltungen
- Frühlingsfest im April/Mai
- Spargelmeile im Mai
- Beach-Handball-Cup Dangast Ende Juni
- Töpfermarkt im August
- Vareler Mittwoch Live, jeden Mittwoch in den Sommerferien auf dem Schlossplatz
- Schleusenfest (direkt an der Vareler Schleuse) im Juli
- Holi Beach in Dangast ca. im August/September
- Kramermarkt im September
- Pferde- und Fohlenmarkt im Oktober[42]
- Kürbisfest im Oktober
- Lichterfest in der Innenstadt
- Weihnachtsmarkt im November
- Bahnhof Varel (Oldenburg): Kultur am Haltepunkt sechsmal im Jahr

### Kulinarische Spezialitäten

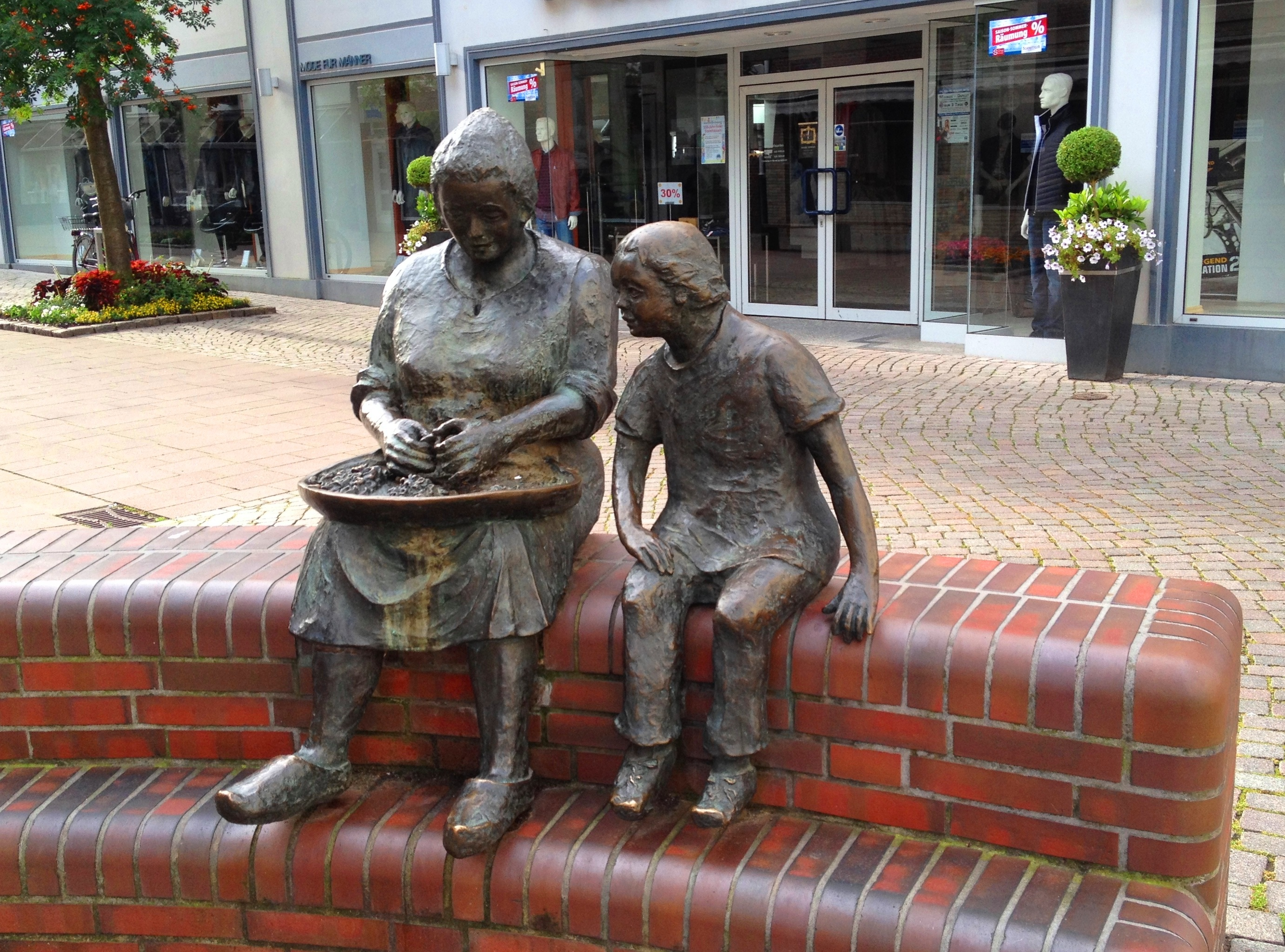
Skulpturengruppe Krabbenpulerin in der Fußgängerzone

Wie an vielen Orten an der Nordseeküste sind Fisch und Granat (Krabben) in besonders guter Qualität, oftmals fangfrisch vom Fischkutter zu genießen.
Im Winter, nach dem ersten Frost, ist Grünkohl mit Kasseler und Pinkel nach einem langen Spaziergang zu empfehlen. Auch Aktivitäten, wie Boßeln, Besenwerfen und Klootschießen gehören zu den winterlichen Vergnügen vor dem gemeinschaftlichen Grünkohlessen.

## Wirtschaft und Infrastruktur
Varel ist Sitz eines Amtsgerichtes.

### Wirtschaft

#### Industrie und Gewerbe
Varel hat seit dem 19. Jahrhundert eine Wirtschaftsgeschichte von nationaler Bedeutung. Im 21. finden sich vorwiegend mittelständische Betriebe in Varel.
Mit der Gründung der Eisenwerke Varel entstanden 1842 industrielle Arbeitsplätze. Das Hansa-Werk war von 1911 bis 1930 in Betrieb und wurde von Borgward übernommen. Eines der ältesten Unternehmen ist die Metallgießerei Alexander Speith. Seit 1926 werden in Varel Aluminiumgussteile in allen gängigen Legierungen hergestellt und endbearbeitet.
Die Aktivitäten der Luftfahrtindustrie haben in Varel seit 1916 ihre frühen Wurzeln einen Militärflugplatz mit Zeppelinhalle am Flugplatz Ahlhorn. Ein Schwerpunkt ist die Flugzeugindustrie mit der Airbus-Tochter Premium-Aerotec. Deren Werk ist das größte Unternehmen in Varel, es werden Flugzeugteile hergestellt. Das zur Airbus Group gehörende Werk ist 2009 in die neu gegründete Firma ausgelagert worden. Der Flugzeugbau hat an diesem Standort eine lange Tradition. Bereits früher produzierten hier Flugzeugunternehmen wie VFW-Fokker, Messerschmitt-Bölkow-Blohm (MBB) und die DASA.
Zur Luftfahrtindustrie gehört auch der Zulieferer Deharde.
Im Lebensmittelsektor hat Bahlsen in Varel ein Produktionswerk. Es beschäftigt etwa 250 Mitarbeiter.
Die Papier- und Kartonfabrik Varel (PKV) entstand auf einem der Werksgelände der früheren Eisenwerke Varel. Es  stellt Papier und Karton aus Altpapier für den Einsatz in der Verpackungsindustrie her. Die PKV gehört zu den größten Produktionsstandorten der deutschen Papierindustrie. Mehrheitsgesellschafterin ist die Gertrud und Hellmut Barthel Stiftung.
Ein weiterer Industriebetrieb war die Maschinenbau-Gruppe Heinen mit den Sparten Heinen Tobacco, Heinen Systems, Heinen Freezing und Heinen Drying. Heinen ist 2024 in das benachbarte Jaderberg umgezogen.

#### Dienstleistungen/Möbelhaus
Auf dem Dienstleistungssektor ist unter anderem das Unternehmen Maschal-Möbel im Stadtteil Altjührden zu nennen, eines der größten Möbelhäuser Norddeutschlands.

#### Fremdenverkehr
Einen hohen Stellenwert hat der Fremdenverkehr im Nordseebad Dangast mit seinem Heilquellen-Kurbetrieb.

#### Landwirtschaft
Die Landwirtschaft ist weiterhin ein wichtiger Kultur- und Wirtschaftsfaktor. Neben der Rinderzucht (Milch- und Fleischproduktion) werden insbesondere am Deich auch Schafe gehalten.

### Verkehr

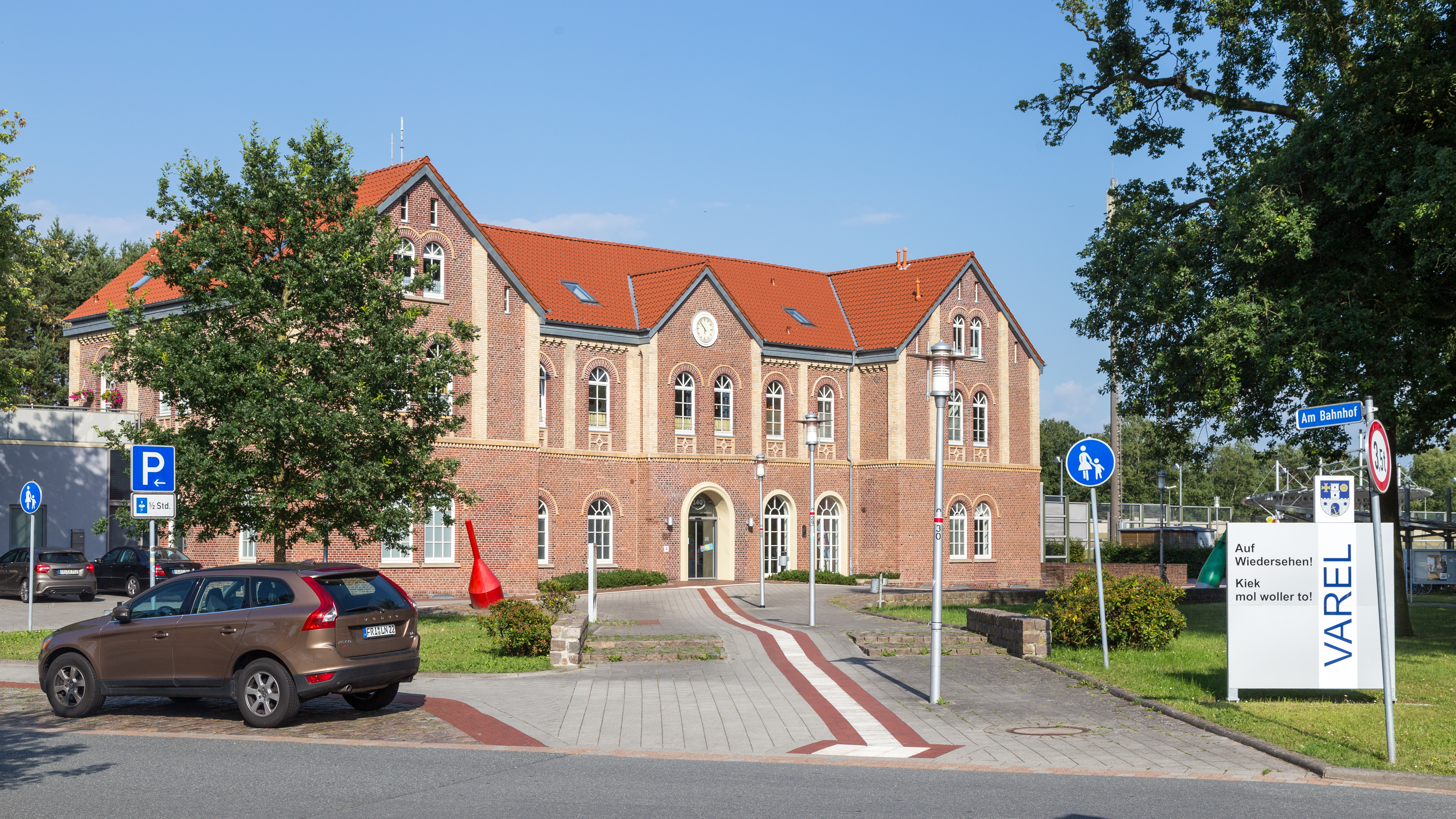
Bahnhof Varel (Oldenburg) im Jahr 2018

#### Straße
Die Stadt liegt an der Bundesautobahn A 29 zwischen Oldenburg und Wilhelmshaven und ist über zwei Abfahrten (Varel-Obenstrohe und Varel/Bockhorn) zu erreichen.
Varel liegt weiterhin an der B 437, die unter anderem die A 29 mit der A 27 verbindet. Die Eröffnung des Wesertunnels am 20. Januar 2004 hat das Verkehrsaufkommen auf dieser ehemals ruhigen Bundesstraße schlagartig erhöht. Vor Eröffnung des Wesertunnels wurde die Bundesstraße innerörtlich rückgebaut. Die ehemalige Bundesstraße B 69 führte auch durch Varel. Die Streckenabschnitte sind heute zum Großteil als Landesstraße klassifiziert.

#### Bahn und Bus
Vom Bahnhof Varel (Oldenburg) im Nordosten der Stadt verkehren stündlich Züge (RE18) der NordWestBahn auf der Bahnstrecke Wilhelmshaven–Oldenburg nach Wilhelmshaven und Osnabrück über Oldenburg. Zudem gibt es Verstärkerzüge der Linie RS3 der Regio-S-Bahn Bremen/Niedersachsen zwischen Wilhelmshaven, Oldenburg und Bremen. Durch die Elektrifizierung der Bahnstrecke und die Neuausschreibung des Expresskreuz Bremen/Niedersachsen soll perspektivisch eine zweistündige Direktverbindung bis Hannover geschaffen werden. Nächste Bahnhöfe sind Jaderberg (südlich) und Sande (nördlich).
Ab 1893 wurde das Netz der Vareler Nebenbahnen aufgebaut sowie 1913 die Bahnstrecke Varel–Rodenkirchen eröffnet. All diese Strecken sind inzwischen stillgelegt.
Am Bahnhofsvorplatz fahren Busse in die Friesische Wehde.
Oldenburg ist mit der Buslinie 340 über Jaderberg, Rastede, Wahnbek zu erreichen.

#### Fahrrad
Entlang der Bundes- und der meisten Landesstraßen sind Fahrradwege ausgebaut. Varel ist an das europäische Rad-Weitwanderweg-Netz (EuroVelo) angeschlossen. Der EV 12 (Nordseeküsten-Radweg) führt von Wilhelmshaven kommend über Dangast und Varel am Jadebusen entlang Richtung Norden bis weiter an die Weser. Es besteht entlang der alten B 69 ein gut ausgebauter Radweg nach Süden in Richtung Oldenburg. Die Ost-West-Verbindung verläuft entlang der B 437.

### Medien
In Varel wird als Abo-Zeitung hauptsächlich die Nordwest-Zeitung (Oldenburg) mit dem Lokalteil und eigenständiger Redaktion Der Gemeinnützige gelesen.
Das Anzeigenblatt Friesländer Bote erscheint wöchentlich und wird kostenlos an die Haushalte in Varel sowie in den angrenzenden Gemeinden Bockhorn, Zetel und Jade abgegeben (Gesamtauflage rd. 28.000 Ex.) und hat große Akzeptanz. Der Friebo bestand im November 2006 25 Jahre. Zudem erscheint monatlich das Anzeigenblatt Jade-Weser-Zeitung mit einer Gesamtauflage von 13.000 Exemplaren.
Bezüglich regionalen Rundfunks sind im Stadtgebiet unter anderem der Norddeutsche Rundfunk (NDR) und Radio Bremen terrestrisch zu empfangen. Radio Jade aus Wilhelmshaven ist das lokale und nichtkommerzielle Bürgerradio in der Stadt Varel. Der Sender ist einer von 15 niedersächsischen Veranstaltern von Bürgerrundfunk. Er hatte seinen Sendestart am 30. September 1997 und wird über die Niedersächsische Landesmedienanstalt aus Mitteln der Rundfunkgebühr gefördert.

### Bildung
Varel hat insgesamt sechs Grundschulen. Im Stadtbereich befinden sich die Grundschule Osterstraße, die Grundschule am Schloßplatz und der Hafenschule Varel, im Landbereich bestehen die Grundschule Büppel, die Grundschule Langendamm und die Georg-Ruseler-Grundschule Obenstrohe.
Im Zuge der Einführung der Oberschule in Niedersachsen haben die Schulstandorte Varel Arngaster Straße und Obenstrohe diese Schulform gewählt und ihren Namen in Oberschule Varel bzw. Oberschule Obenstrohe geändert.
Das einzige allgemeinbildende Gymnasium im südlichen Teil des Landkreises Friesland ist das Lothar-Meyer-Gymnasium Varel. Die offene Ganztagsschule wurde 1975 nach dem in Varel geborenen Chemiker Lothar Meyer benannt.
Weiterhin befinden sich in Varel mehrere Berufsbildende Schulen an einem gemeinsamen Standort in der Stettiner Straße. Hier ist auch das Fachgymnasium Wirtschaft beheimatet.
Die Pestalozzischule ist eine Förderschule und befindet sich im ehemaligen Gebäude der Realschule an der Oldenburger Straße. Eine weitere Förderschule ist die Von-Aldenburg-Schule des Waisenstiftes Varel. Sie ist eine Förderschule mit dem Schwerpunkt „Emotionale und Soziale Entwicklung“.
Das Gebäude der ehemaligen Katholischen Grundschule ist heute Volkshochschule und Kreismusikschule.

### Ehemalige Bundeswehr-Kaserne
In Varel befand sich mit der „Friesland-Kaserne“ eine große Kaserne der Bundeswehr. Am 9. September 2006 verabschiedete sich das Fallschirmjägerbataillon 313 mit 1060 Soldaten mit einem Tag der offenen Tür von der Vareler Bevölkerung. Der Vareler Standort wurde aufgelöst und das Bataillon wurde nach Seedorf verlegt.

## Personen

### In Varel geboren

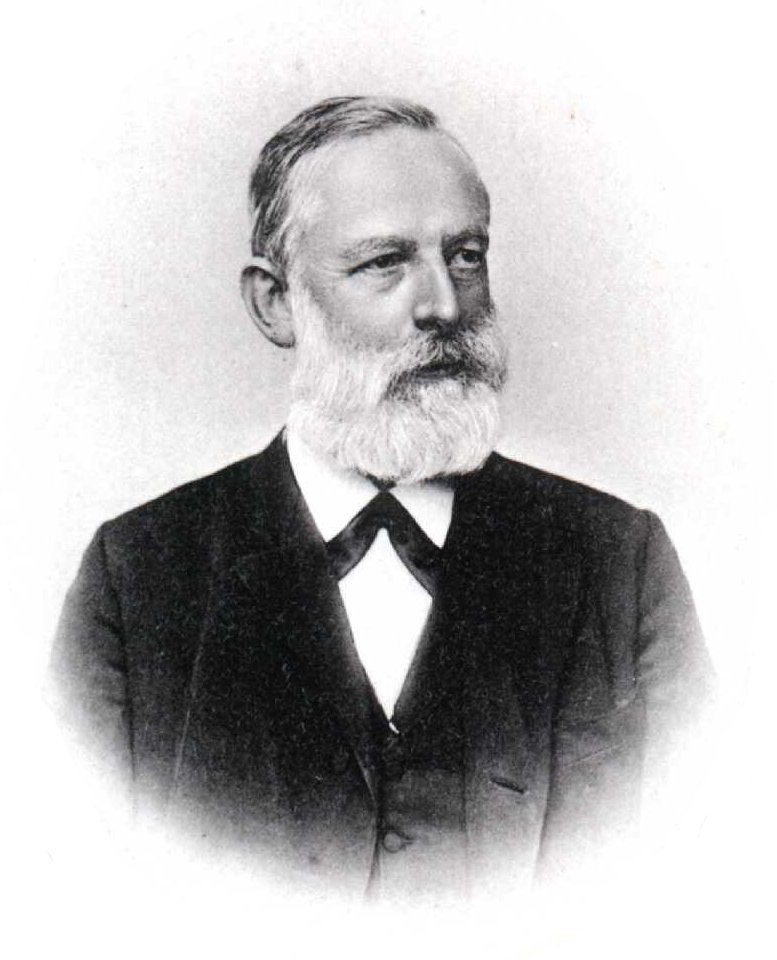
Lothar von Meyer

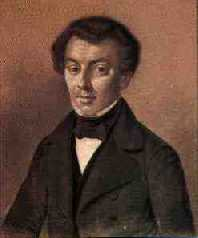
Johann Gerhard Oncken, Gründer der kontinental-europäischen Baptistengemeinden

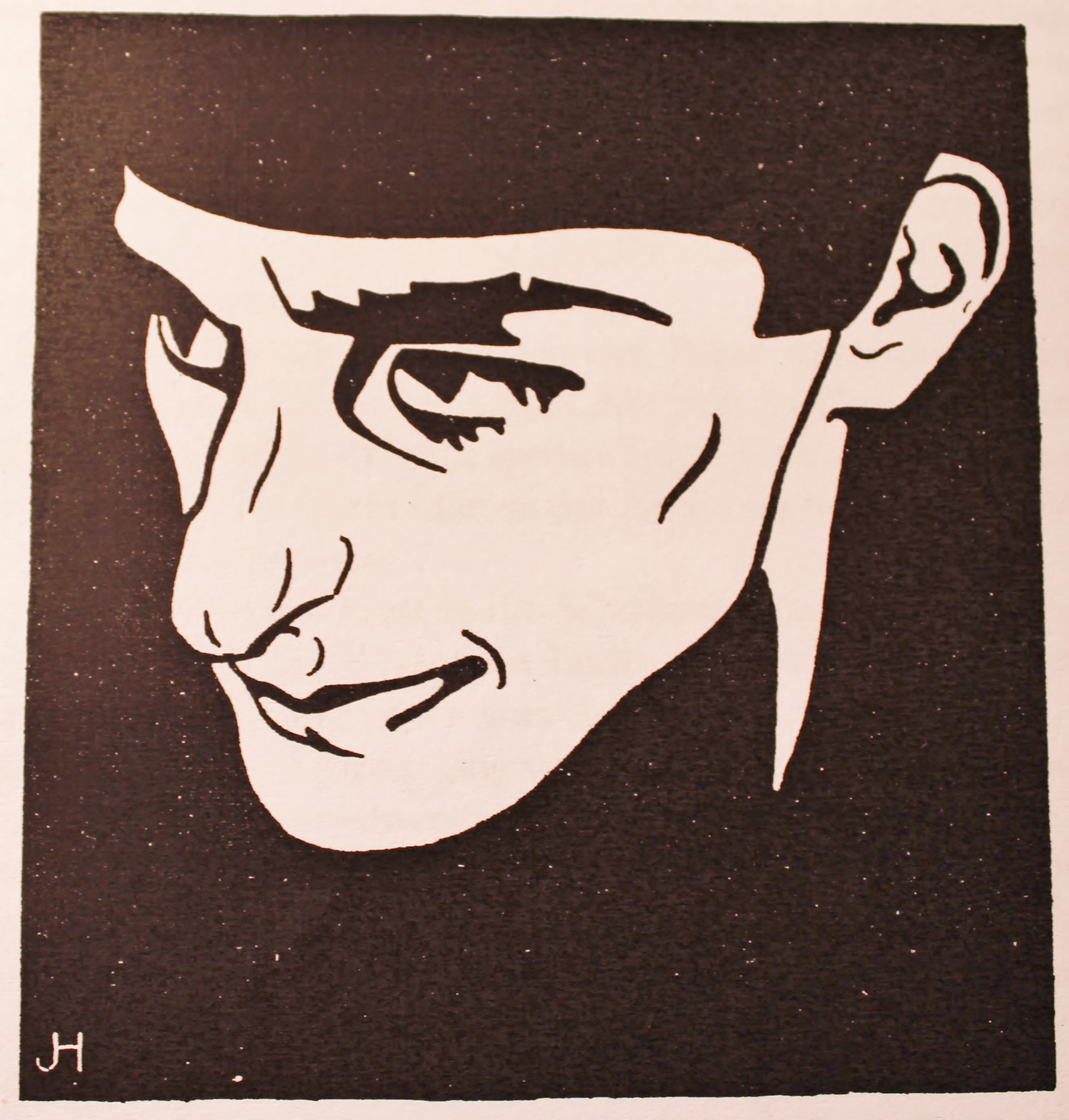
Ferdinand Hardekopf, Dichter, Publizist, Übersetzer

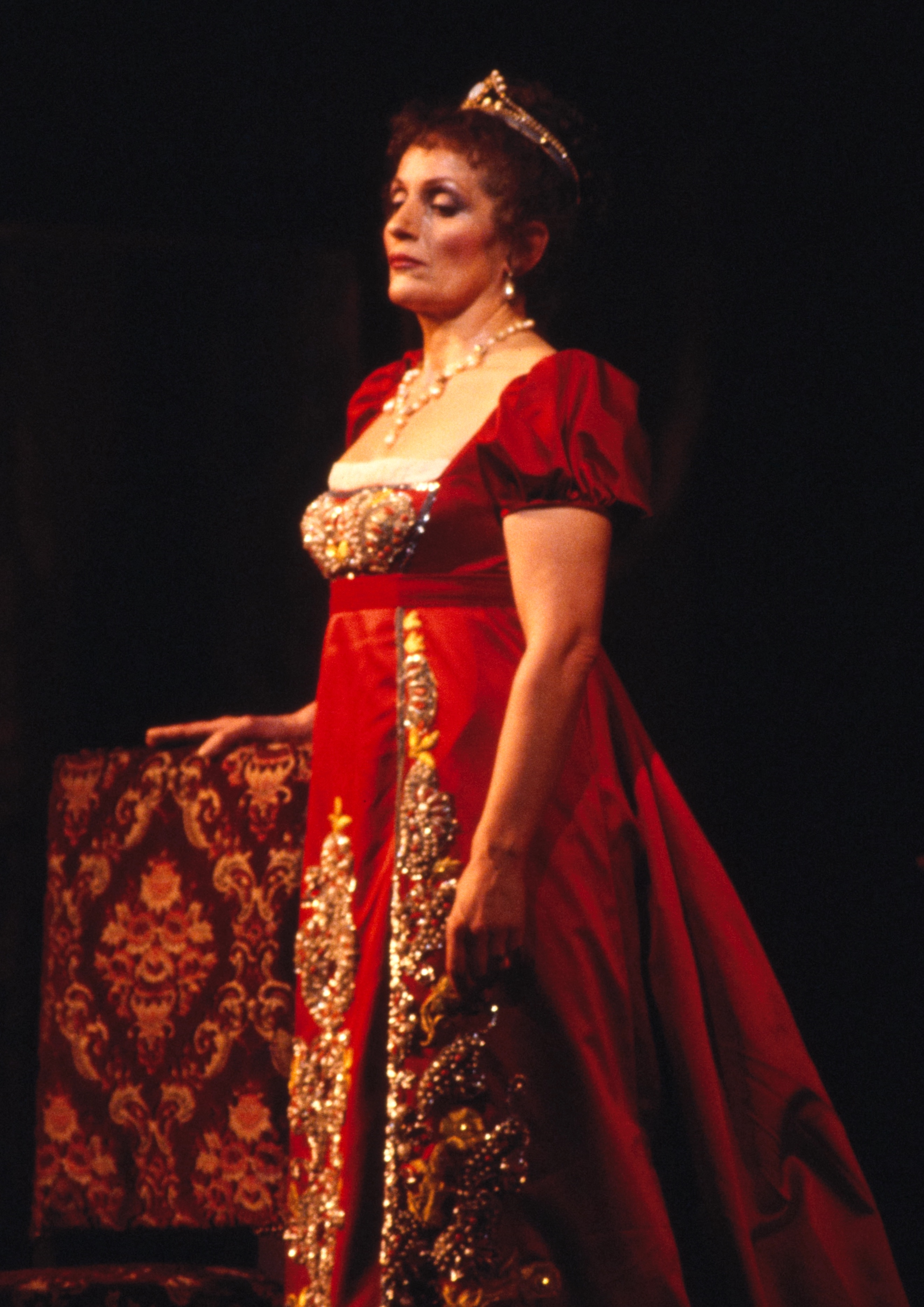
Hildegard Behrens als Tosca in einer Aufführung der Metropolitan Opera, New York City (1985)

- Hildegard Behrens als Tosca in einer Aufführung der Metropolitan Opera, New York City (1985)Anton II. von Aldenburg (1681–1738), Reichsgraf und Landesherr von Kniphausen und Varel, Vater von Charlotte Sophie Bentinck (s. u.)
- Charlotte Sophie Bentinck (1715–1800), Vertraute Voltaires & Friedrichs des Großen
- G. Wardenburg (176?–1804), Mediziner[49]
- Carl Melchers (1781–1854), Kaufmann, Reeder und Mitgründer der Firma Focke & Melchers
- Johann Ludwig Mosle (1794–1877), oldenburgischer Offizier, Diplomat und Minister
- Heinrich Johann Wilhelm Bentinck (1796–1878), britischer General
- Bernhard Dietrich Funke (1799–1837), Maler
- Johann Gerhard Oncken (1800–1884), Begründer der deutschen und kontinentaleuropäischen Baptistengemeinden
- Wilhelm Zedelius (1825–1885), preußischer Generalleutnant
- Georg Carl Grundmann (1828–1896), Kirchenmusiker, Organist, studierte in Leipzig bei Felix Mendelssohn Bartholdy und war dessen Lieblingsschüler, Hofmusiklehrer in Oldenburg[50]
- Lothar Meyer (1830–1895), entwickelte etwa gleichzeitig mit und unabhängig von Mendelejew das moderne Periodensystem der Elemente
- Oskar Emil Meyer (1834–1909), Physiker
- August Schultze (1848–1920), Unternehmer, Gründer der Oldenburg-Portugiesischen Dampfschiffs-Rhederei und Politiker
- Karl Sattler (1850–1906), nationalliberaler Reichstags- und Landtagsabgeordneter
- Eugen von Finckh (1860–1930), Politiker, Ministerpräsident des Freistaates Oldenburg
- Anton Hartmann (1860–1912), Schauspieler und Theaterdirektor
- Heinrich Hegeler (1861–1932), Genre-, Porträt- und Landschaftsmaler der Düsseldorfer Schule
- Friedrich Ludwig Hoffmann (Frederick L. Hoffman) (1865–1946), US-amerikanischer Statistiker und Wissenschaftspublizist[51]
- Georg Ruseler (1866–1920), Schriftsteller
- Otto Schloifer (1867–1941), Soldat, Forschungsreisender und Firmengründer
- Wilhelm Hegeler (1870–1943), Schriftsteller
- Ferdinand Hardekopf (1876–1954), Dichter, Journalist, Übersetzer und Reichstagsstenograf
- Carl Carls (1880–1958), Schachmeister
- Karl Rüther (1885–nach 1942), Jurist, Richter an den NS-Sondergerichten in Hamburg und Bremen sowie ab 1942 Senatspräsident beim Kammergericht Berlin
- Margarethe Francksen-Kruckenberg (1890–1975), Malerin und Kunstgewerblerin
- August Bernhard Kumm (1890–1963), Geologe
- Anna Joachimsthal-Schwabe (1892–1937), Lyrikerin
- Karl Steinhoff (1893–1996), Lehrer, Jurist, erster Oberkreisdirektor des Landkreises Friesland nach 1945
- Carl Becker (1895–1966), Generalleutnant
- Friedrich Böhme (1899–1984), Kapitän zur See der Kriegsmarine
- Dietrich Bischoff (1907–1949), Anglist, Historiker und Hochschullehrer
- Friedrich Wegener (1907–1990), Pathologe
- Fritz Suhren (1908–1950), SS-Sturmbannführer und Lagerkommandant im KZ Ravensbrück
- Paul Wegener (1908–1993), Gauleiter und NSDAP-Reichstagsabgeordneter
- Jan Eilers (1909–2000), Politiker (FDP, CDU), MdB, Finanzminister von Niedersachsen
- Friedrich Gerdes (1910–1960), Speerwerfer
- Fritz Ehlers (1911–1981), Violinpädagoge in Weimar
- Hans Walter Berg (1916–2003), Auslandskorrespondent der ARD in Asien
- Hartwig Thyen (1927–2015), evangelischer Theologe und Hochschullehrer
- Wilhelm Behrens (1930–2000), Pianist und Hochschullehrer
- Edmund Wilkens (1932–2005), Lehrer und niederdeutscher Autor
- Wilhelm Janßen (1933–2017), Architekt und Bauhistoriker
- Hildegard Behrens (1937–2009), Sängerin (Sopran)
- Lothar Laux (* 1944), Psychologe und Professor
- Jan-Waalke Meyer (1945–2023), Archäologe und Hochschullehrer
- John Feldmann (* 1949), Mitglied des Vorstands der BASF SE
- Ulrich Eigenfeld (* 1947), NPD-Politiker
- Hans-Werner Kammer (* 1948), Politiker (CDU), Mitglied des Deutschen Bundestages
- Hans-Paul Bürkner (* 1952), ehem. CEO der Boston Consulting Group
- Werner Onken (* 1953), Ökonom und Autor
- Hubertus Hess-Grunewald (* 1960), Rechtsanwalt und Fußballfunktionär
- Hans-Joachim Janßen (* 1960), Politiker (Bündnis 90/Die Grünen), MdL von 2003 bis 2017
- Dietmar Hogrefe (* 1962), Vielseitigkeitsreiter, 1984 Olympiadritter mit der Mannschaft
- Olaf Müller (* 1963), Politiker (Bündnis 90/Die Grünen), Mitglied des Thüringer Landtags
- Ines Varenkamp (* 1963), Radrennfahrerin
- Gerd-Christian Wagner (* 1964), Politiker (SPD)
- Susie van der Meer, bürgerlich Susanne Neid (* 1973), Singer-Songwriterin
- Markus Eichler (* 1982), Radrennfahrer
- Ina Bredehorn (* 1986), Rocksängerin
- Sara Pellegrini (* 1986), italienische Skilangläuferin
- Deniz Undav (* 1996), Fußballspieler
- Esther Henseleit (* 1999), Golferin, Silbermedaillesiegerin bei den olympischen Sommerspielen in Paris im Frauengolf

### Mit Bezug zur Stadt
- Gerd der Mutige (1430–1500), veranlasste den ersten großen Ausbau der Schlosskirche 1481
- Anton I. von Aldenburg (1633–1680), Reichsgraf und Statthalter der Grafschaften Oldenburg und Delmenhorst, außerdem Landesherr von Kniphausen und Varel, starb in Varel
- Maria Rampendahl (1645–1705), war die letzte als Hexe angeklagte (und freigesprochene) Frau in Lemgo und zog mit ihrem aus Varel stammenden Mann Hermann Hermessen, Barbiergeselle, die letzten 22 Jahre ihres Lebens hierher, wo sie auch verstarb
- Abraham Trembley (1710–1784), Schweizer Zoologe, war etwa zwei Jahre Hauslehrer für den Landgrafen von Hessen-Homburg, der in Varel einen Teil seiner Jugend verbrachte
- Eilert Hörmann genannt Meischen (1785–1865), Schmiedemeister
- Hedwig Hülle (1794–1861), Dichterin und Schriftstellerin, lebte von 1848 bis zu ihrem Tod in Varel. Ausführliche Biografie:[52]
- Wilhelm Grundmann (1795–1860), Kirchenmusiker und Komponist, Hrsg. der „Vorspiele zu dem Oldenburgischen Choralbuche“, wirkte von 1820 bis 1836 in Varel, u. a. als Organist an der Schlosskirche und Leiter des „Vareler Singvereins von 1820“
- Johann Otto Böckeler (1803–1899), bedeutender Botaniker, lebte ab 1827 in Varel und war zunächst Mitarbeiter, ab 1829 Eigentümer der Alten Apotheke
- Julius Schultze (1811–1881), Unternehmer, Mitbegründer des Vareler Eisenwerks
- Dietrich Klävemann (1814–1889), Verwaltungsjurist; Stadtdirektor und Bürgermeister (1859–1880), Leiter des Singvereins, Ehrenbürger von Varel (1882)
- Louis Preller (1822–1901), Landschaftsmaler und Illustrator, lebte von 1855 bis 1864 in Varel; schuf den „Vareler Bilderbogen“
- August Friedrich Wilhelm Haese (1824–1912), Baptistenpastor und Metta Schütte. Sie waren das erste Ehepaar in Deutschland, das zivilrechtlich heiratete. Datum der Eheschließung: 12. Juli 1855
- Johann Diederich Thyen (1825–1904), Landwirtschaftspädagoge, unterrichtete von 1879 bis 1898 an der Landwirtschaftsschule in Varel, nahm maßgeblichen Einfluss auf die Modernisierung der Landwirtschaft im Großherzogtum Oldenburg
- Albert Dietrich (1829–1908), Komponist und Dirigent, leitete von 1880 bis 1889 den Vareler Singverein
- Julius Preller (1834–1914), Landschaftsmaler und Fabrikdirektor
- Gustav Schwabe-Barlewin (1856–1933), Kaufmann, 1885 bis 1933 Vorsteher der Synagogengemeinde Varel
- Ernst Ahnert (1859–1944), bedeutender Stenograf u. a. der Reden Bismarcks (1895) und bei den Friedensverhandlungen in Versailles (1919); lebte und wirkte von 1884 bis 1897 in Varel
- Gertrud Storm (1865–1936), Herausgeberin von Werken und Briefen ihres Vaters Theodor Storm und Storm-Biografin; lebte von 1898 bis 1924 in Varel
- Georg Ruseler (1866–1920), Heimatdichter
- Rudolf Schauder (1868–1930), wirkte von 1899 bis 1930 in Varel als Organist, Komponist und Leiter des „Vareler Singvereins von 1820“
- Olga Potthast von Minden (1869–1942), Porträt- und Landschaftsmalerin
- August Sporkhorst (1871–1939), Ingenieur und Unternehmer (Mitgründer der Hansa-Automobil)
- Wilhelm Oltmanns (1874 bis 1964), Bürgermeister der Gemeinde Varel von 1908 bis 1920, Ehrenbürger und beteiligt an der Hunger-Euthanasie in Wehnen
- Erich Heckel (1883–1970), Maler, Brücke-Künstler
- Karl Schmidt-Rottluff (1884–1976), Maler, Brücke-Künstler
- Franz Radziwill (1895–1983), Maler
- Paul Berger-Bergner, (1904–1978), deutscher Maler, zählt zu den Künstlern der Verschollenen Generation, lebte in den Jahren unmittelbar nach dem Zweiten Weltkrieg im Vareler Stadtteil Büppel
- Edo Osterloh (1909–1964), Evangelischer Pfarrer, Oberkirchenrat und Kultusminister in Schleswig-Holstein
- Otto Ernst Remer (1912 bis 1997),  Wehrmachtsoffizier, rechtsextremistischer Politiker und Holocaust-Leugner
- Willy Hinck (1915–2002), Maler und Photograph, Mitglied der SS
- Gerd Lüpke (1920–2002), Schriftsteller, Hörfunkautor, Übersetzer, Hörfunksprecher und Rezitator (Mitglied der NSDAP)
- Wilhelm Kammann (1922–1980), ehemaliger Landtagsabgeordneter (1959–1978) und langjähriger Bürgermeister (SPD)[53]
- Judith von Eßen (1924–2004), Bildhauerin
- August Osterloh (* 1933), Stadtdirektor der Stadt Varel von 1972 bis 1996, vorher Gemeindedirektor Varel-Land von 1966 bis 1972.
- Irm Hermann (1942–2020), Schauspielerin und Hörspielsprecherin
- Karl-Heinz Funke (* 1946), ehemaliger Landes- und Bundes-Landwirtschaftsminister, langjähriger Bürgermeister, parteilos (ehemals SPD)
- Peter Behrens (1947–2016), Musiker, wuchs in Varel auf
- Bernd Lange (* 1955), Politiker (SPD/SPE), MdEP 1994–2004
- Heiko Daxl (1957–2012), Medienkünstler und Ausstellungskurator
- Holger Frerichs (* 1958), Rettungsassistent und Autor
- Achim Engstler (* 1959), Schriftsteller
- Dirk Flege (* 1965), Politologe, Journalist, seit 2001 Geschäftsführer des Verkehrsbündnisses Allianz pro Schiene
- Jan Fegter (* 1969), Handballnationalspieler
- Jan Schulz (* 1974), Biologe, Meeresforscher, Entwickler für marine Technologien und Hochschullehrer
- Siemtje Möller (* 1983), Politikerin (SPD)

## Zehn-Mark-Banknote

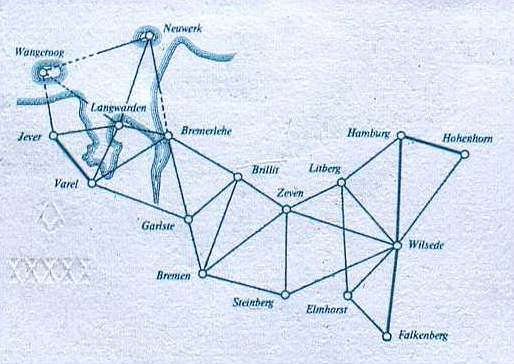
Ausschnitt von der 10 Deutsche-Mark-Note mit Varel als Messpunkt

Im Juni 1825 hielt sich Carl Friedrich Gauß anlässlich der Landesaufnahme des Königreichs Hannover zu Vermessungsarbeiten zeitweise in Varel auf. Die 10 Deutsche-Mark-Note in der Vierten Serie („BBk III“) zeigte auf der Rückseite eine Skizze über die Triangulation von Wangerooge und Neuwerk mit Varel als Messpunkt.